# Fried. Krupp Motoren- und Kraftwagenfabriken
Fried. Krupp Motoren- und Kraftwagenfabriken GmbH (kurz: Krupp Krawa) war eine Tochtergesellschaft des deutschen Schwerindustrie-Unternehmens Krupp (heute Teil von ThyssenKrupp), die verschiedene Nutzfahrzeuge unter dem Markennamen „Krupp“ herstellte. Die Produktion begann nach dem Ersten Weltkrieg im Jahr 1919 (als die Rüstungsproduktion für Krupp verboten wurde) und endete 1968 aufgrund geringer Verkaufszahlen und anhaltender Verluste. Zwischen 1946 und 1954 wurde statt „Krupp“ der Markenname „Südwerke“ verwendet.

## Geschichte der Lastkraftwagenproduktion

### Anfänge und Aufbau der Konzerntochter
Krupp beschäftigte sich seit 1893 mit der Entwicklung und dem Bau von Verbrennungsmotoren und etwas später wurde zudem ein Vertrag mit Rudolf Diesel geschlossen. Diese Zusammenarbeit führte dazu, dass das Unternehmen 1898 zur Zweiten Kraft- und Arbeitsmaschinenausstellung in München einen eigenen Dieselmotor vorstellen konnte. Die Konzernleitung schenkte der Neuentwicklung zu dieser Zeit noch wenig Aufmerksamkeit und konzentrierte sich Anfang des 20. Jahrhunderts stattdessen verstärkt auf die gewinnbringendere Produktion von Rüstungsgütern. Der Waffenstillstand des Ersten Weltkriegs und der darauf folgende Friedensvertrag von Versailles zwangen Krupp jedoch dazu die Rüstungsproduktion vollständig aufzugeben.

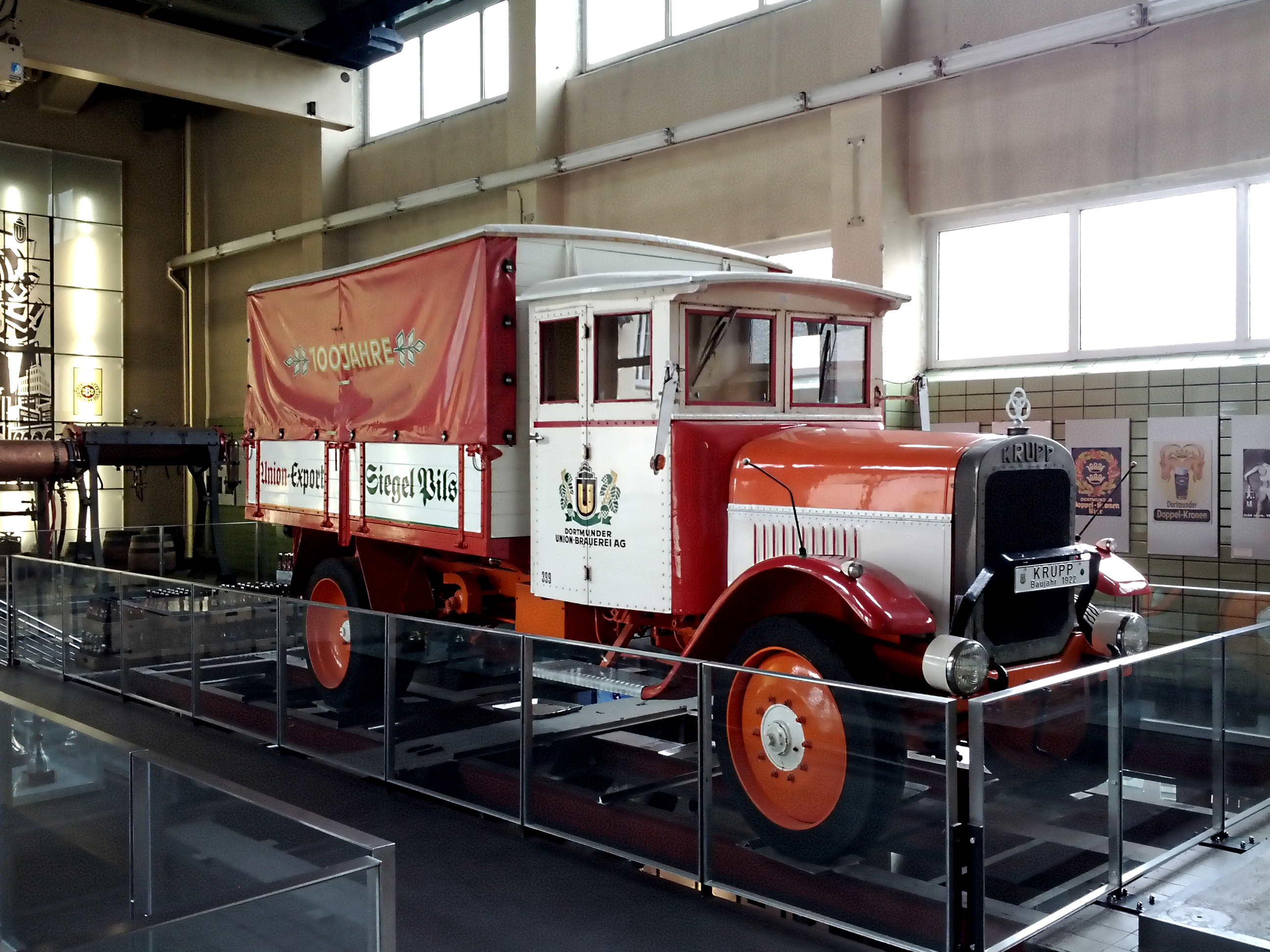
Krupp-Lkw von 1922

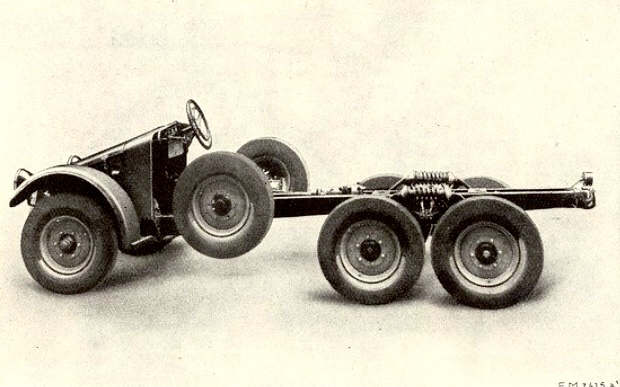
Krupp Chassis des L 2 H 43 von 1933 bis 1936

Auf der Suche nach Alternativen entschied sich die Konzernleitung für die Produktion von Lastkraftwagen und gründete 1919 zu diesem Zweck ein eigenes Tochterunternehmen. Dieser Schritt stellte Krupp allerdings vor große Herausforderungen und war nicht ohne Risiko. Zum einen hatten andere Hersteller, wie etwa MAN, VOMAG und Magirus bereits während des Krieges mit der Produktion von Lastwagen begonnen und besaßen damit einen Vorsprung. Zum anderen wurden die Konkurrenz-Fahrzeuge nach dem Krieg in großen Stückzahlen von den Heeresämtern zum Verkauf freigegeben und erzeugten damit ein Überangebot an Gebraucht-Lkw. Darüber hinaus drängten neue Hersteller, die ebenfalls ihre Produktion umstellen mussten, auf den Markt. Diese Dinge führten dazu, dass die 1920er Jahre sowohl für Krupp als auch die anderen Nutzfahrzeughersteller alles andere als einfach waren. Viele Hersteller mussten nach wenigen Jahren bereits wieder aufgeben. Krupp konnte sich im Konkurrenzkampf jedoch behaupten (nicht zuletzt weil genügend Kapital vorhanden war) und baute sogar ein komplettes Lkw-Programm auf. Dieses Gesamtprogramm reichte in mehreren Abstufungen vom kleinen L 2 bis zum L 6,5 für den Fernverkehr.
Für einen kleinen Omnibus fertigte Krupp den ersten luftgekühlten und damit leichtesten Dieselmotor der Welt. Dieser Motor leistete 50 PS. Zeitweise fertigte Krupp auch einen vom Omnibus abgeleiteten dreiachsigen Lkw für acht Tonnen Nutzlast. Dieses Modell fand jedoch aufgrund der starken Konkurrenz von Büssing-NAG, Daimler-Benz, VOMAG und Henschel kaum Käufer und verschwand rasch wieder aus dem Verkaufskatalog.
In der Zeit vor und während des Zweiten Weltkrieges wandelte sich der Konzern wieder zu einem der größten deutschen Rüstungsbetriebe.
Schon vor dem offiziellen Programm der deutschen Reichswehr hatte Krupp 1925 ein geländefähiges Sechsrad-Fahrgestell in der 8-t-Klasse auf den Markt gebracht, welchem 1926 ein Sechsrad-Fahrzeug in der 2-t-Klasse folgte. Von beiden Modellen wurden wohl wenige Fahrzeuge im zivilen Markt verkauft. Ein weiteres Fahrzeug dieser zivilen Serie war der L 4, der das 2-t-Fahrzeug 1928 ersetzte.
Als 1926 die Reichswehr ihre Ausschreibung für einen mittleren geländegängigen Lastkraftwagen veröffentlichte, konnte Krupp auf der Technik des L 4 basierend, verhältnismäßig schnell im Jahr 1929 drei Erprobungsfahrzeuge mit der Bezeichnung L 3 H 63 ausliefern. Dieses Fahrzeug wurde ab 1931 mit leichten Modifikationen nach der Erprobung (Motor, Öldruckbremse und Knorr Druckluftbremse) als erstes nach dem Ersten Weltkrieg für die deutschen Streitkräfte gefertigtes militärisches Krupp-Fahrzeug geliefert. Zwischen 1929 und 1935 wurden 373 L 3 H 63 und von 1936 bis 1938 vom Nachfolger L 3 H 163 dann 2.496 Stück produziert.
Parallel lief die Entwicklung eines leichten geländegängigen Sechsrad-Fahrgestell ab 1929. Krupp konzipierte den L 2 H 43 im zweiten Entwicklungsstadium mit einem Vierzylinder-Boxermotor, was eine sehr niedrige Motorhaube mit guter Sicht des Fahrers auf das Gelände ermöglichte. Der Typ wurde ab 1933 als leichter Pritschen- und Protzkraftwagen gefertigt und erlangte schon bald als das meist verbreiteter Protzkraftwagen (Kfz. 69) die Bezeichnung Krupp Protze. Ab 1936 lief die Fertigung mit der Typenbezeichnung L 2 H 143 mit einem stärkeren Motor und einigen kleineren Änderungen an Karosserie und Fahrwerk. Bis zum Auslaufen der Fertigung 1942 wurden ca. 7000 Fahrzeuge der beiden Typen gefertigt.
Zu den Rüstungsaktivitäten zählte die Entwicklung und Fertigung des ersten in großer Serie gebauten deutschen Panzerkampfwagen, des Panzer I. Hierzu erhielt Krupp 1930 vom Heereswaffenamt einen Entwicklungsauftrag. Ab 1933 lief die Fertigung des Panzerkampfwagen I Ausf. A mit einem Krupp Boxermotor.
Angetrieben wurden die Lkw von Krupp anfangs von Benzinmotoren. Verbrauchsärmere Dieselmotoren, die die Konkurrenz bereits seit einigen Jahren verwendete, hatte das Unternehmen bisher nicht entwickelt. Um konkurrenzfähig zu bleiben, erwarb Krupp daher 1931 eine Lizenz von Junkers und verbaute fortan Zweitakt-Dieselmotoren mit der im Fahrzeugbau unüblichen Gegenkolben-Anordnung.

### Nach dem Zweiten Weltkrieg
Nach dem Ende des Zweiten Weltkrieges entging das Unternehmen trotz seiner großen Bedeutung als Rüstungsbetrieb knapp den Bestimmungen des Potsdamer Abkommens und damit der Enteignung. Stattdessen durfte die Produktion 1946 wieder aufgenommen werden. Die Konzernleitung entschied sich dazu die Lkw-Produktion vorsichtshalber vom Stammsitz in Essen nach Kulmbach, Bamberg und Nürnberg zu verlagern. Gleichzeitig verwendete man statt des belasteten Namens „Krupp“ für die Lkw bis 1954 den Markennamen „Südwerke“.

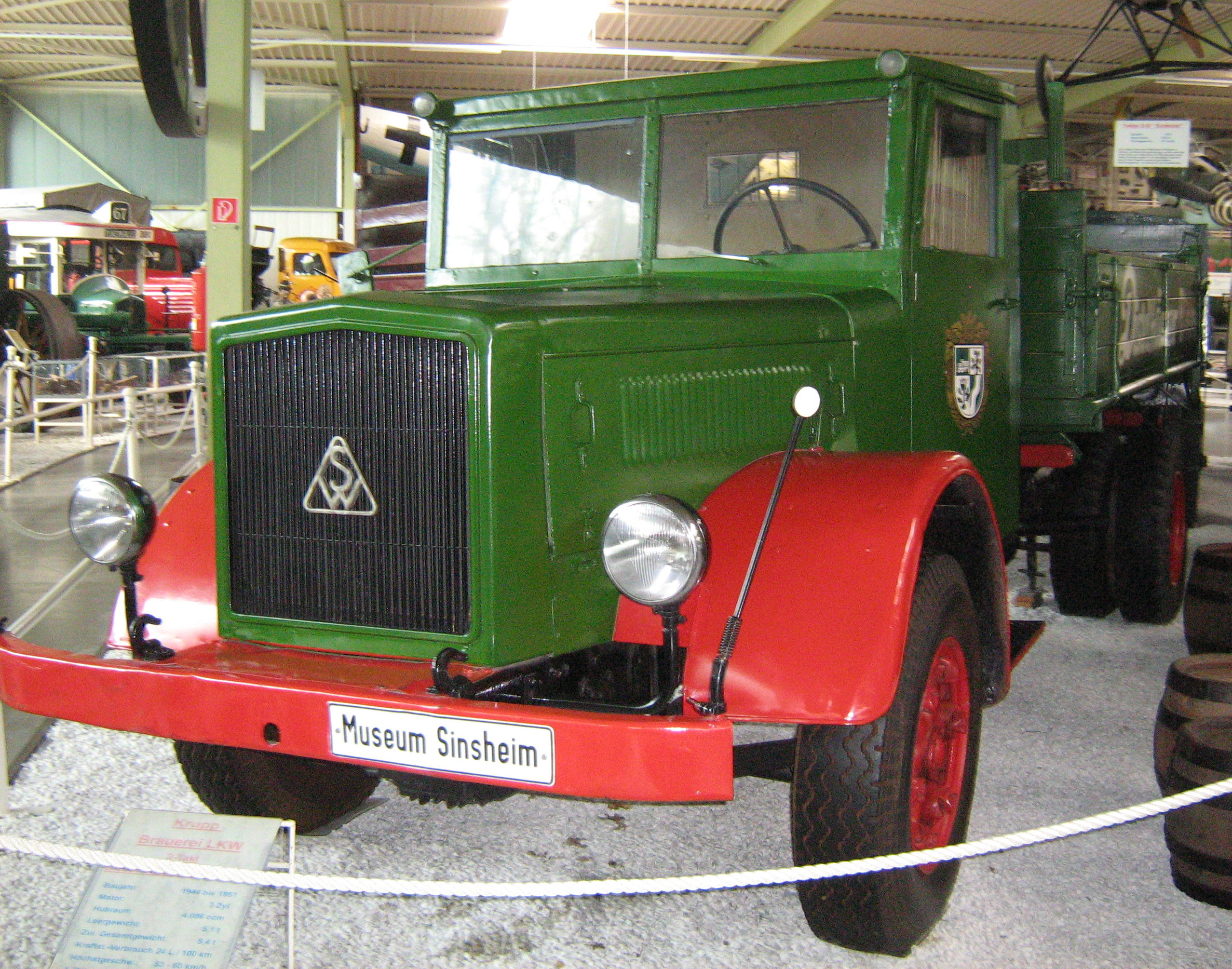
Südwerke Bj. 1944–1951
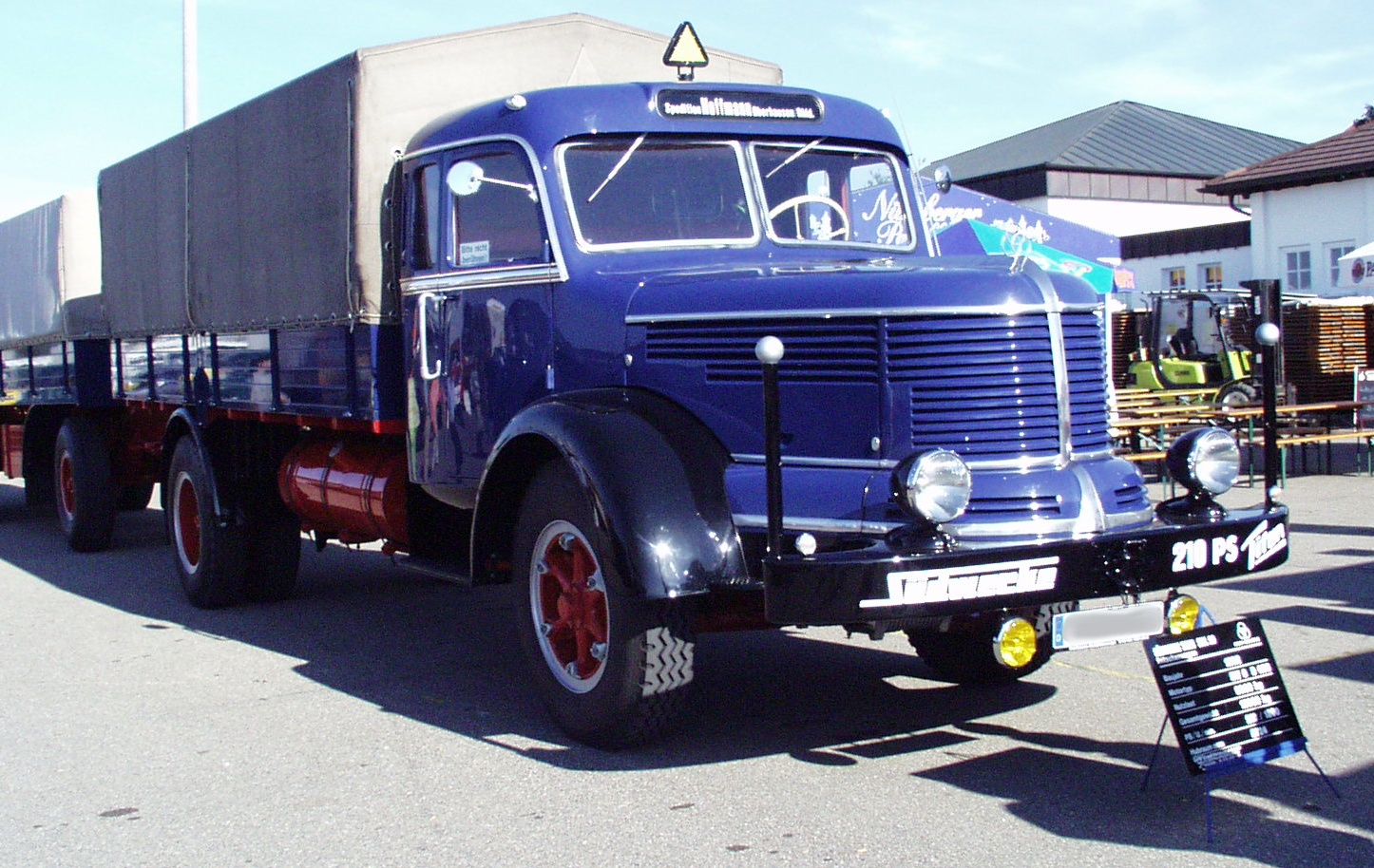
Südwerke-Titan
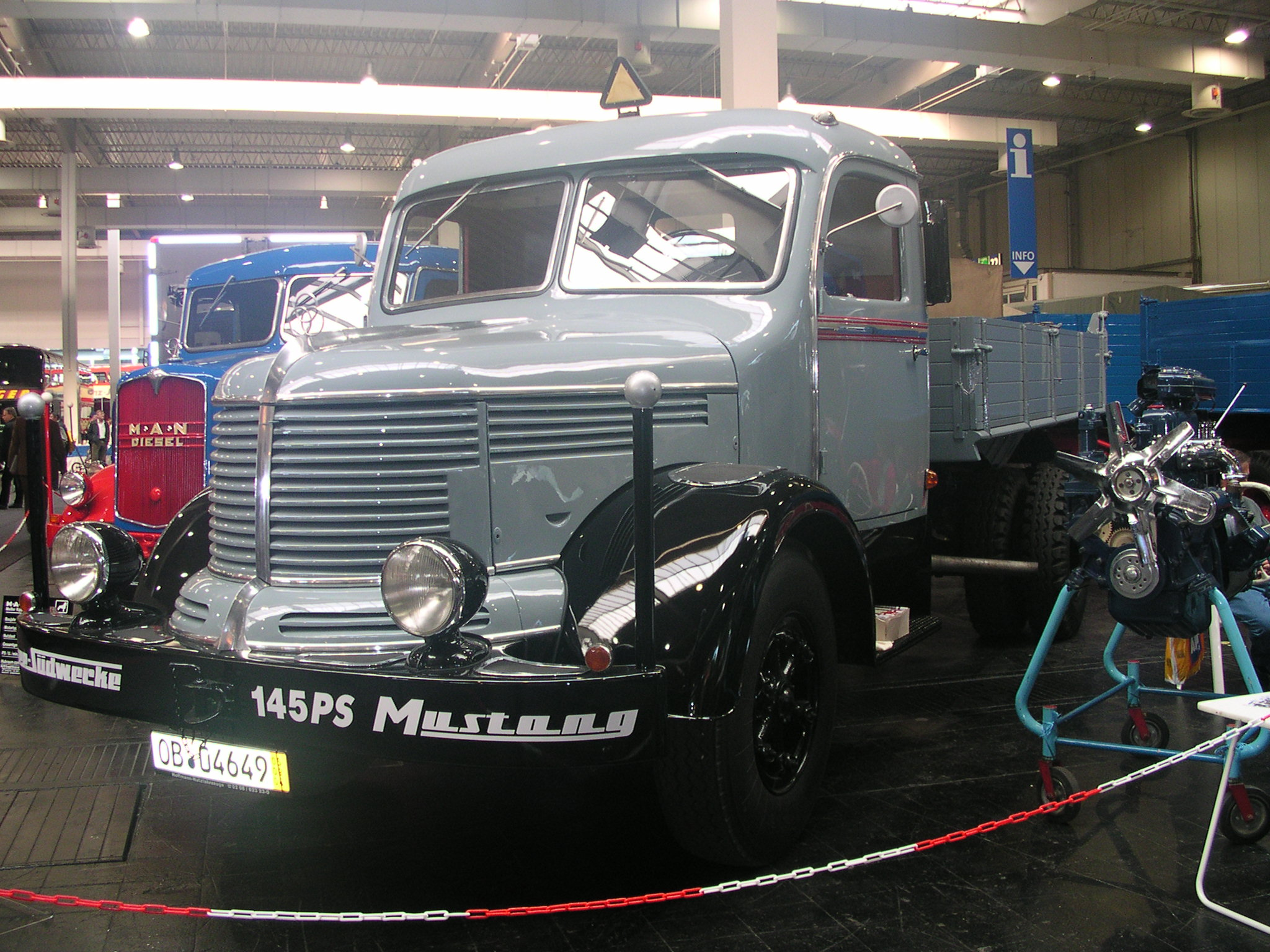
Südwerke-Mustang (K70)
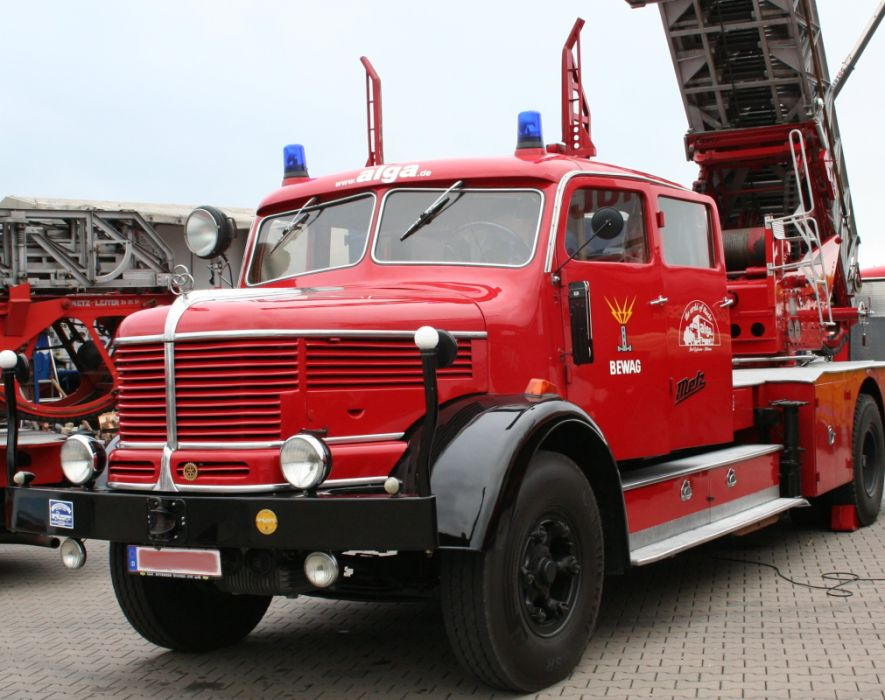
Drehleiter auf Krupp Mustang (L8TG5)

1950 brachte Krupp den Schwer-Lkw Titan auf den Markt. Dieser langhaubige Lastwagen hat einen von Krupp entwickelten Zweitakt-Dieselmotor mit 190 PS (ab 1951 mit 210 PS) und war damit seinerzeit der stärkste deutsche Lkw. Die geplante Motorengröße war als Sechszylinder nach den Richtlinien der Alliierten Besatzungsmächte nicht erlaubt. Krupp verbaute daher stattdessen zwei einzeln lauffähige Dreizylindermotoren hintereinander, die mit einem Zahntrieb verbunden waren. Wegen des charakteristischen Geräuschs dieses Motors im Leerlauf (Kropp-kropp-kropp) hieß es unter Fernfahrern seinerzeit, der Titan sei der einzige Lkw, der seinen Namen sagen könne. 1951 ergänzten der etwas kleinere Typ Mustang und der leichte Büffel die „Lkw-Menagerie“ von Krupp. 1953 zog der gesamte Nutzfahrzeugbau wieder zurück nach Essen.
In der Krupp-Lastwagenfabrik wurden des Öfteren unkonventionelle Wege beschritten: Als Anfang der 1950er Jahre bei einem neuen kleinen Lkw-Modell häufig die Kardanwelle brach, erbrachten Untersuchungen und Berechnungen den Befund, dass es sinnvoll sei, die Kardanwellen (anstatt dicker und stärker) ein wenig schwächer und dünnwandiger zu bauen. Dadurch wurde das Schwingungsverhalten des Bauteils so verändert, dass man den kritischen Bereich der Eigenfrequenz nicht mehr durchlief, welcher zuvor Schwingungsbrüche verursacht hatte. Die neu gestalteten, dünneren Kardanwellen hielten den Belastungen im Alltagsbetrieb stand.

### Modernisierungen ab Mitte der 1950er Jahre

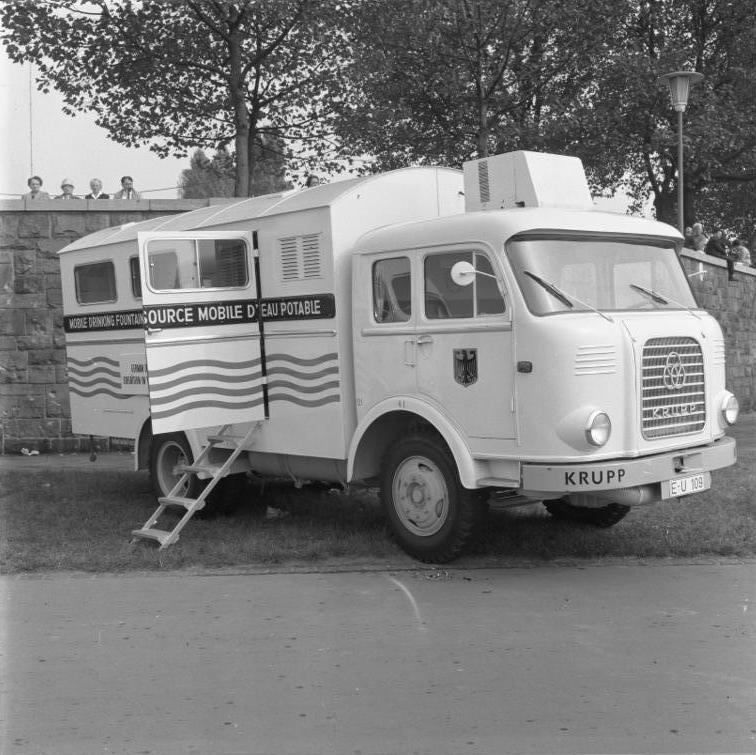
Krupp-Frontlenker
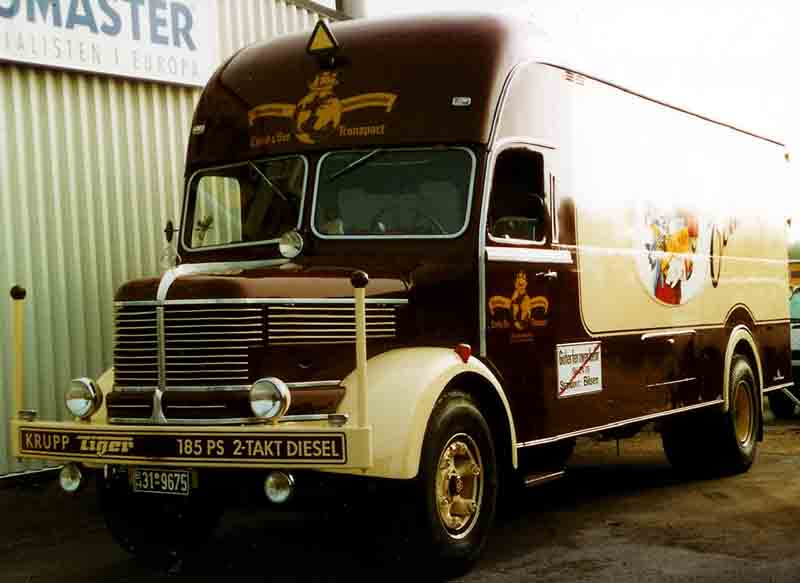
Krupp Tiger
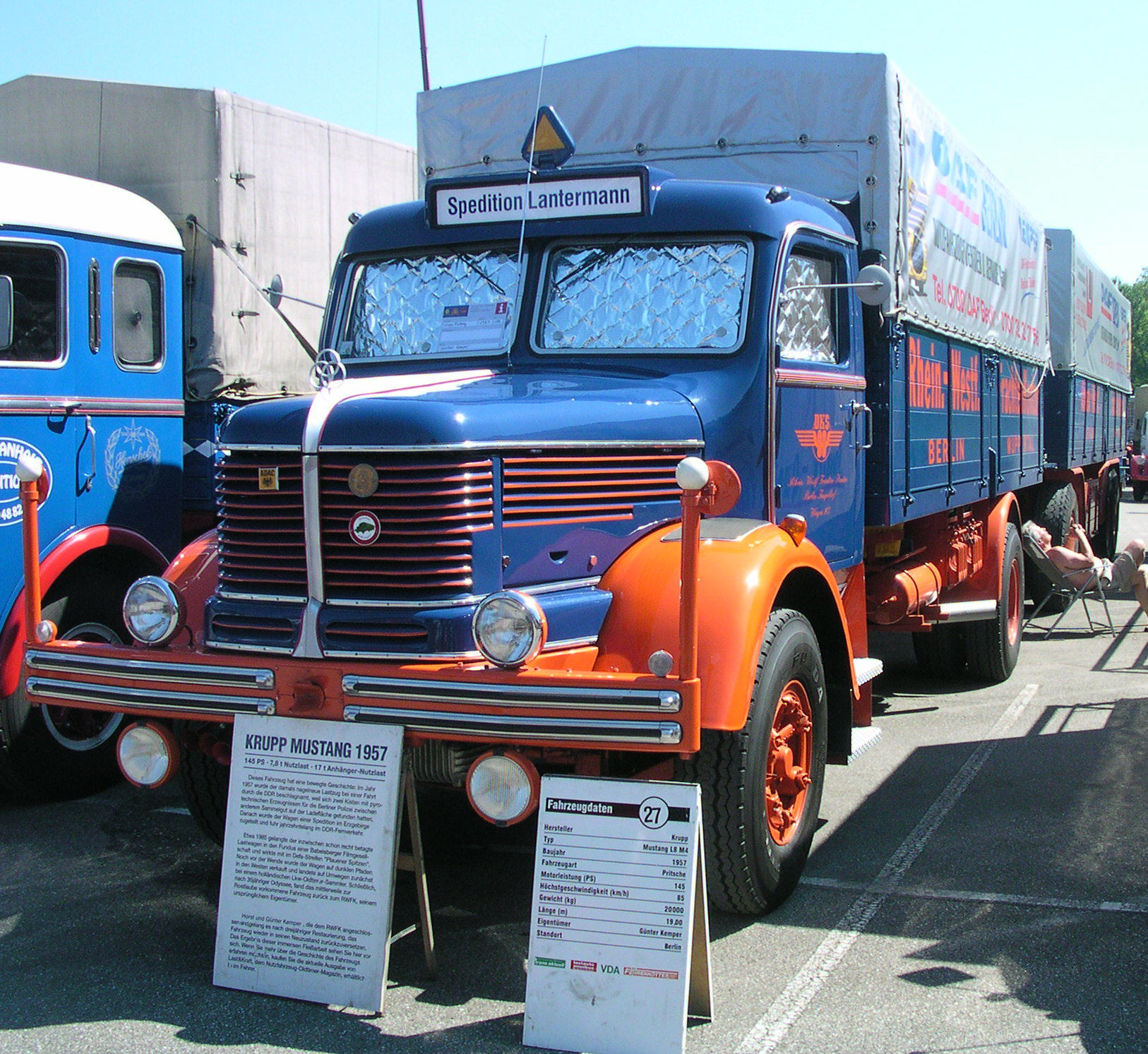
Krupp Mustang (L8M4)
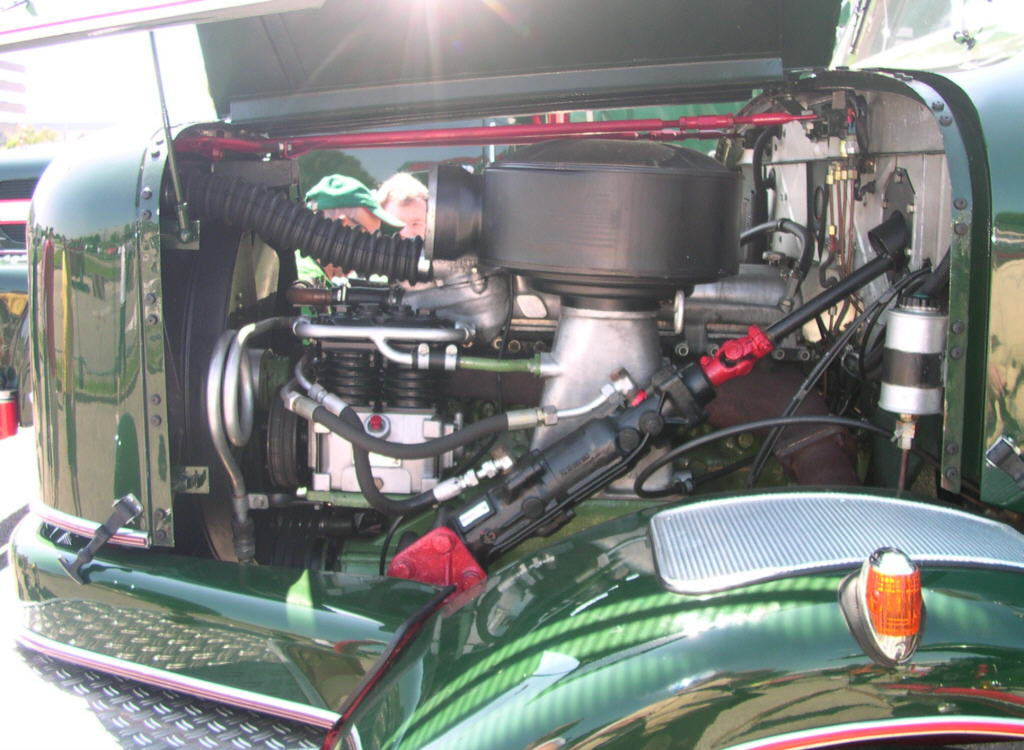
Mustang (801); Motorraum
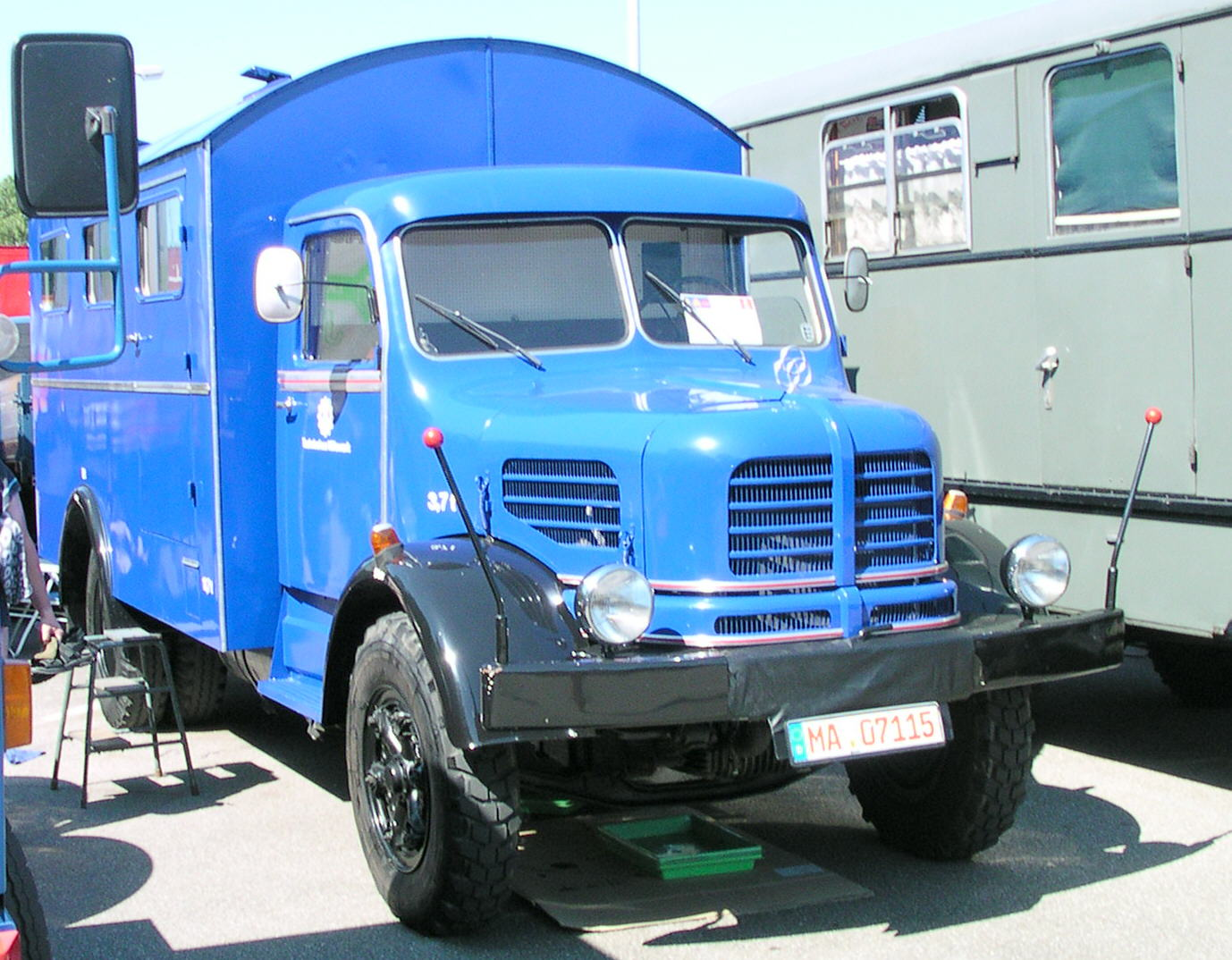
Krupp Widder des THW
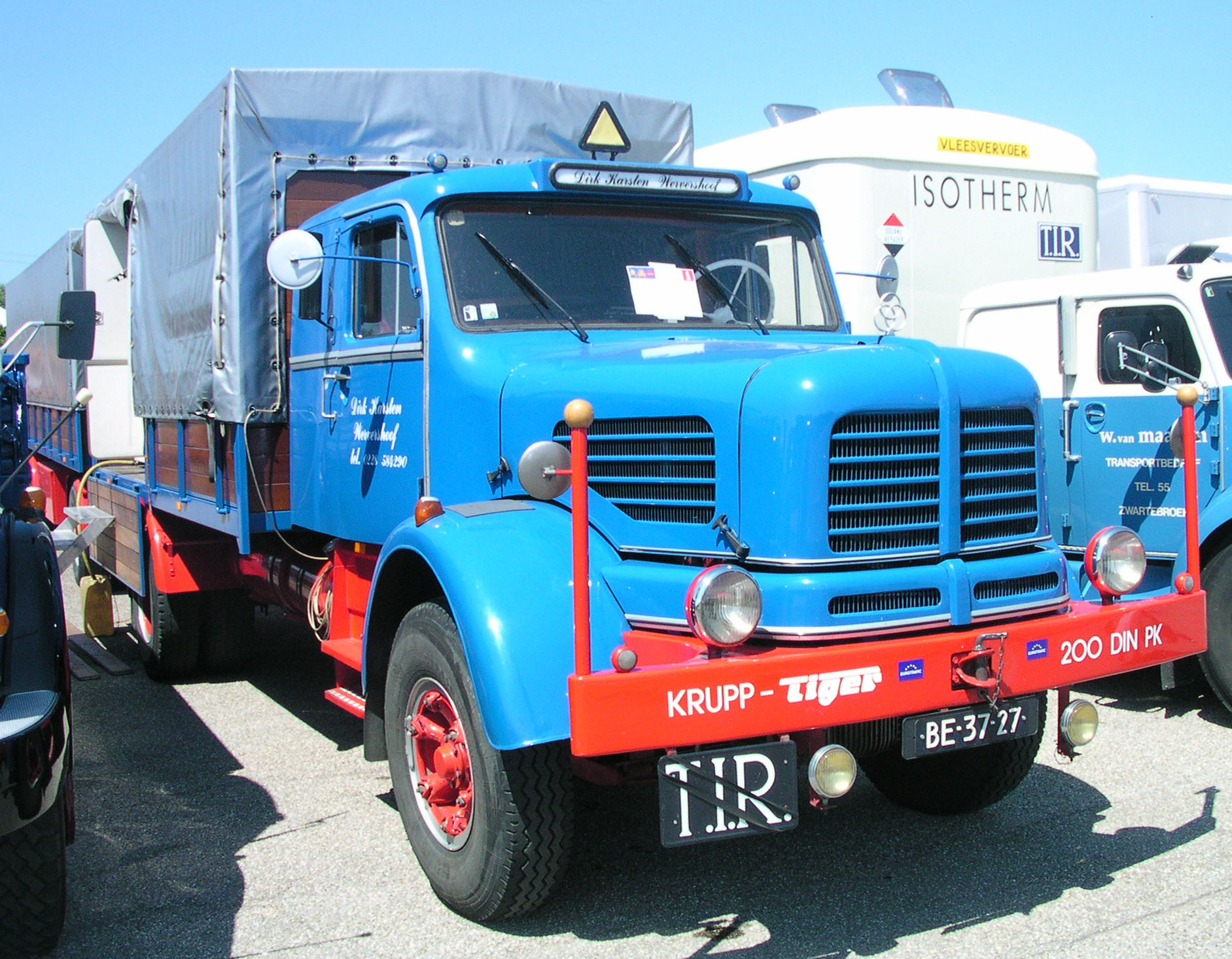
Krupp Tiger
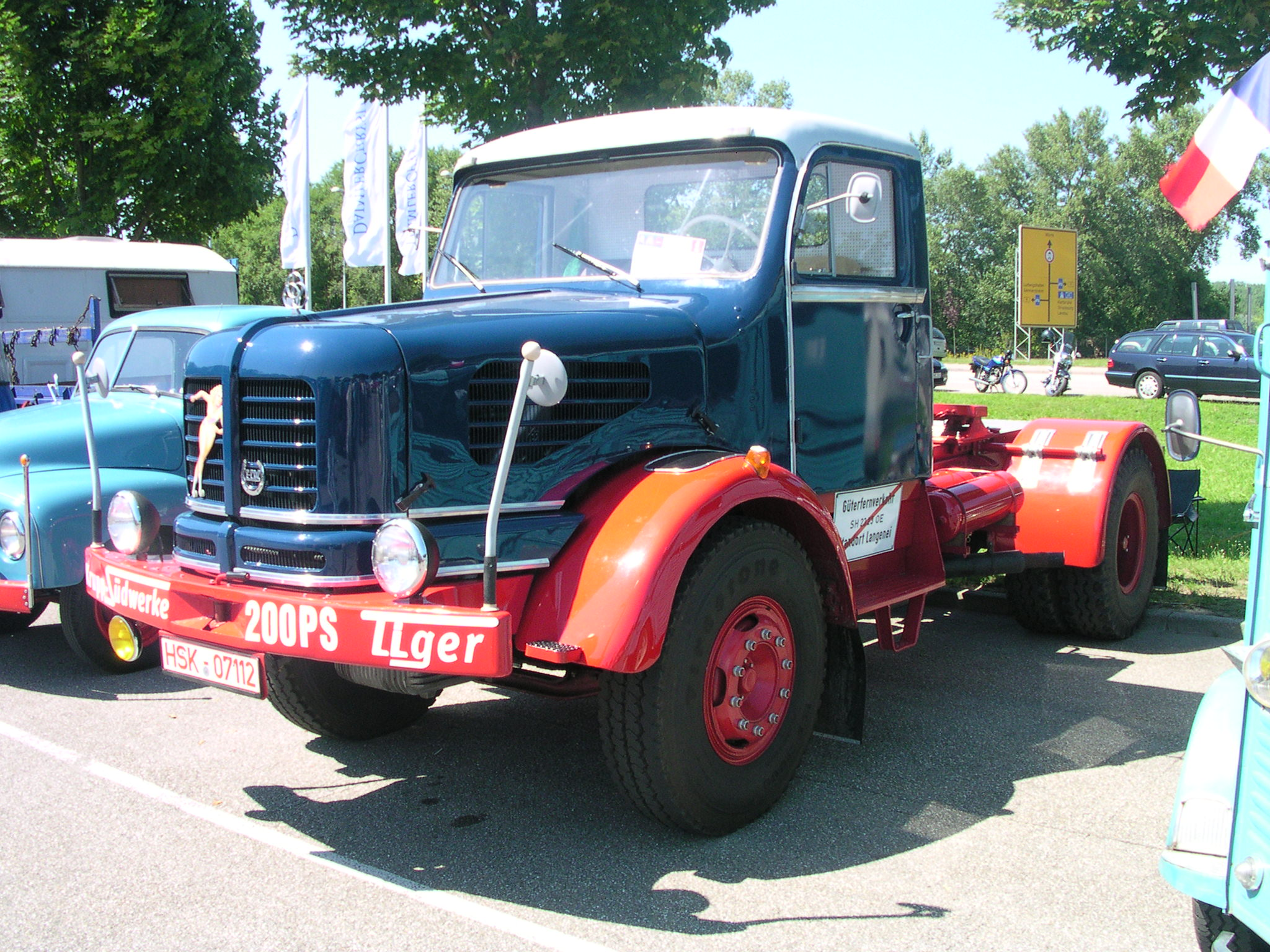
Krupp Tiger
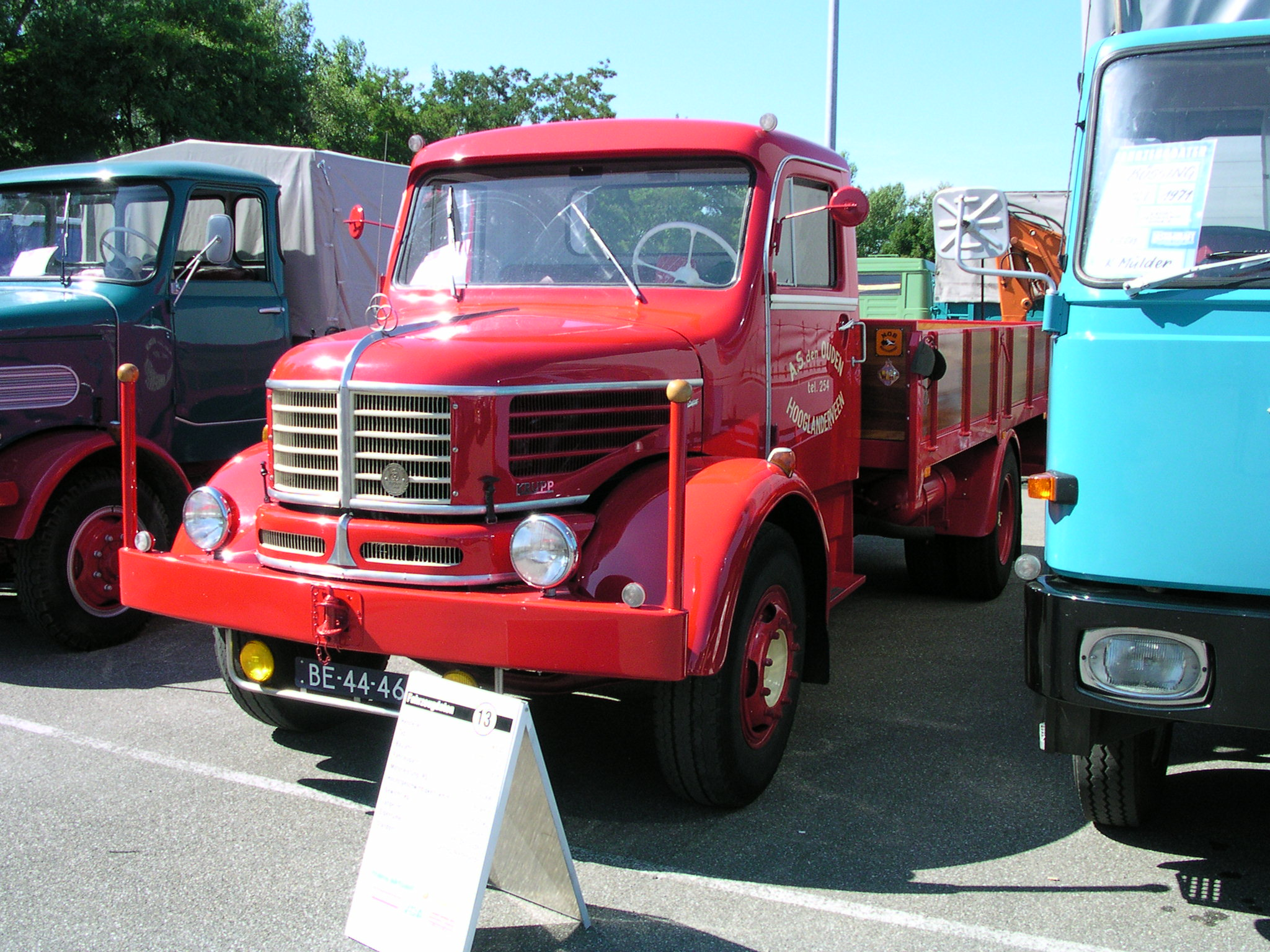
Elch (L70E3)
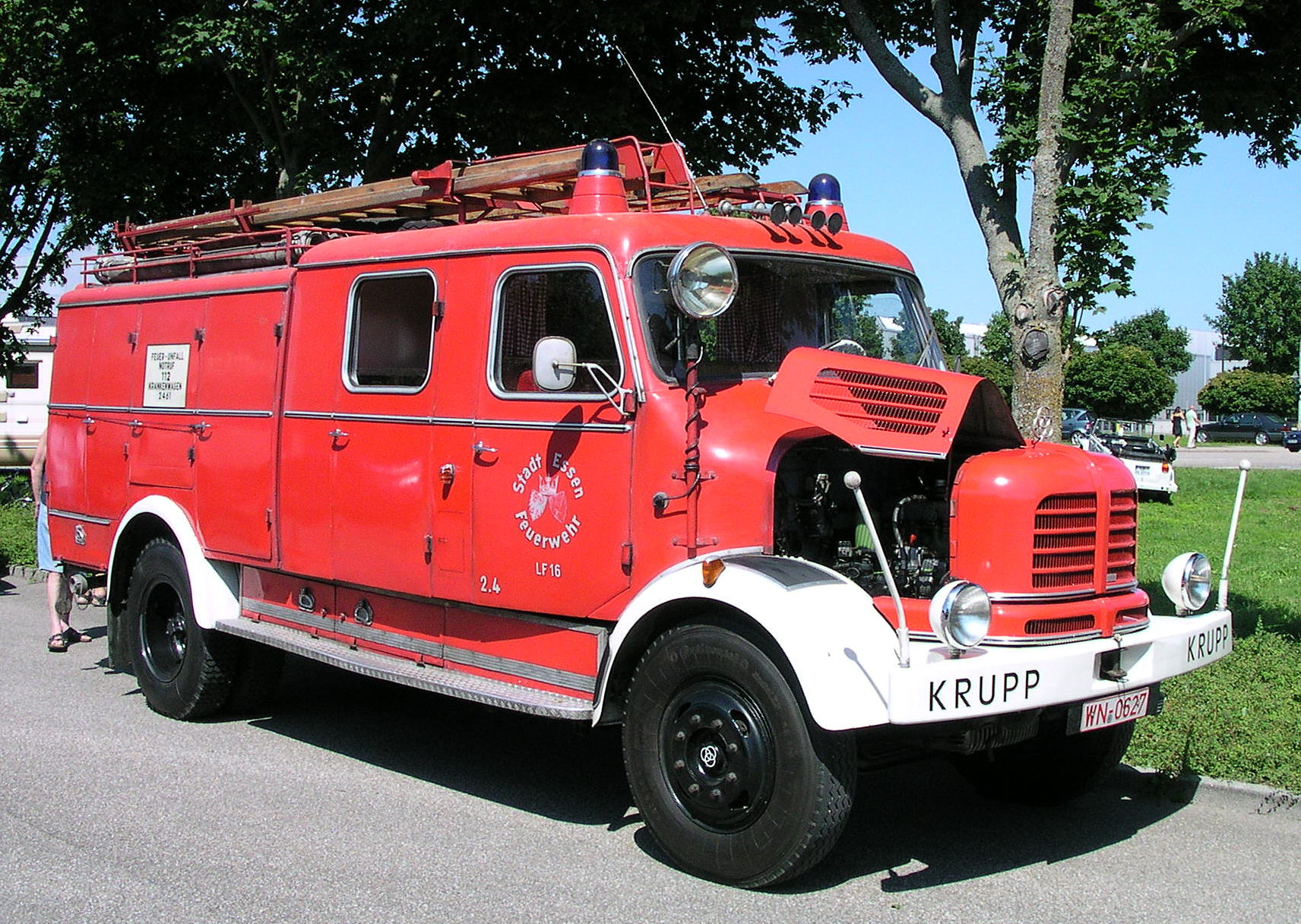
Elch-Feuerwehr
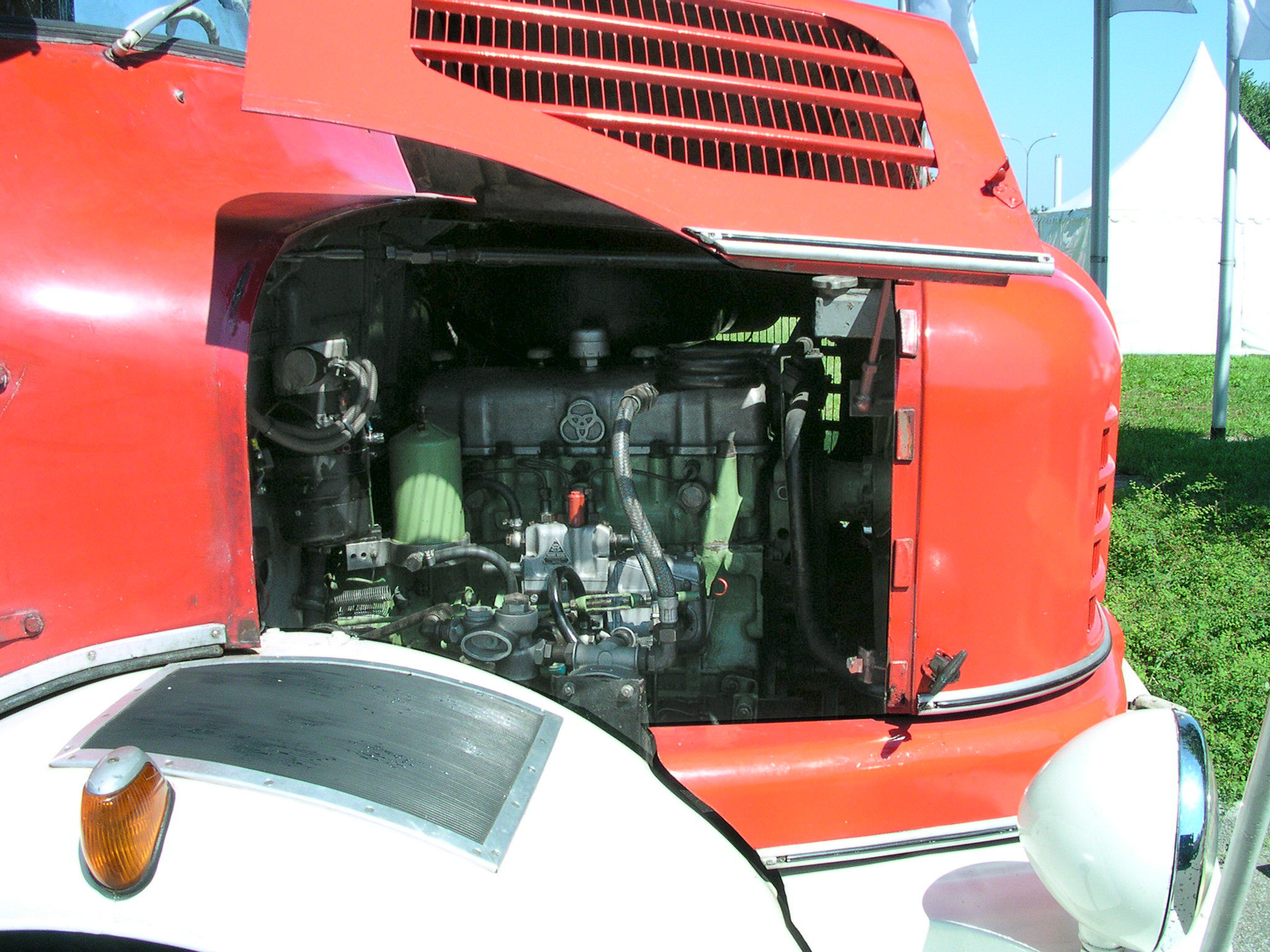
Elch-Feuerwehr, Motorraum
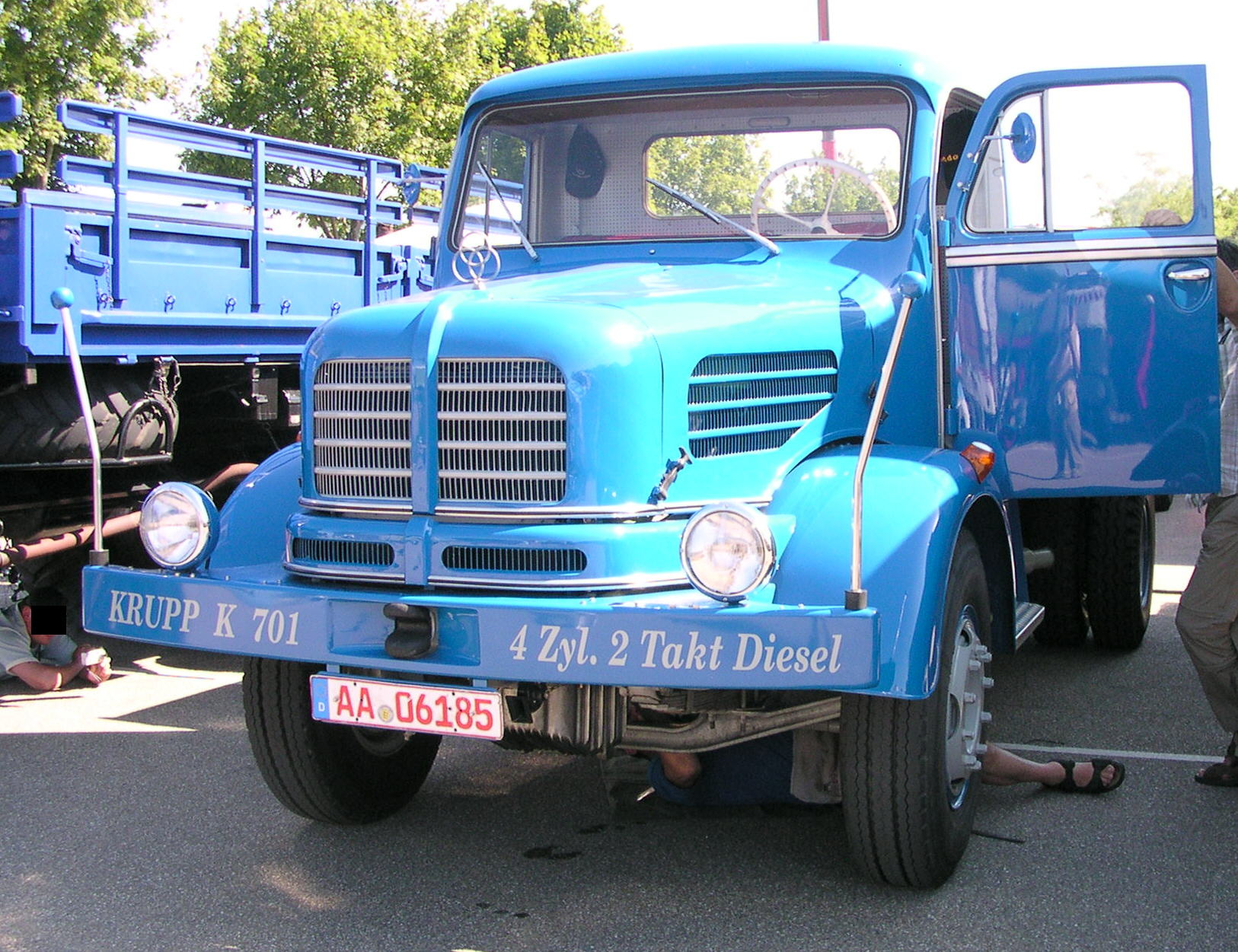
K 701 Pritsche
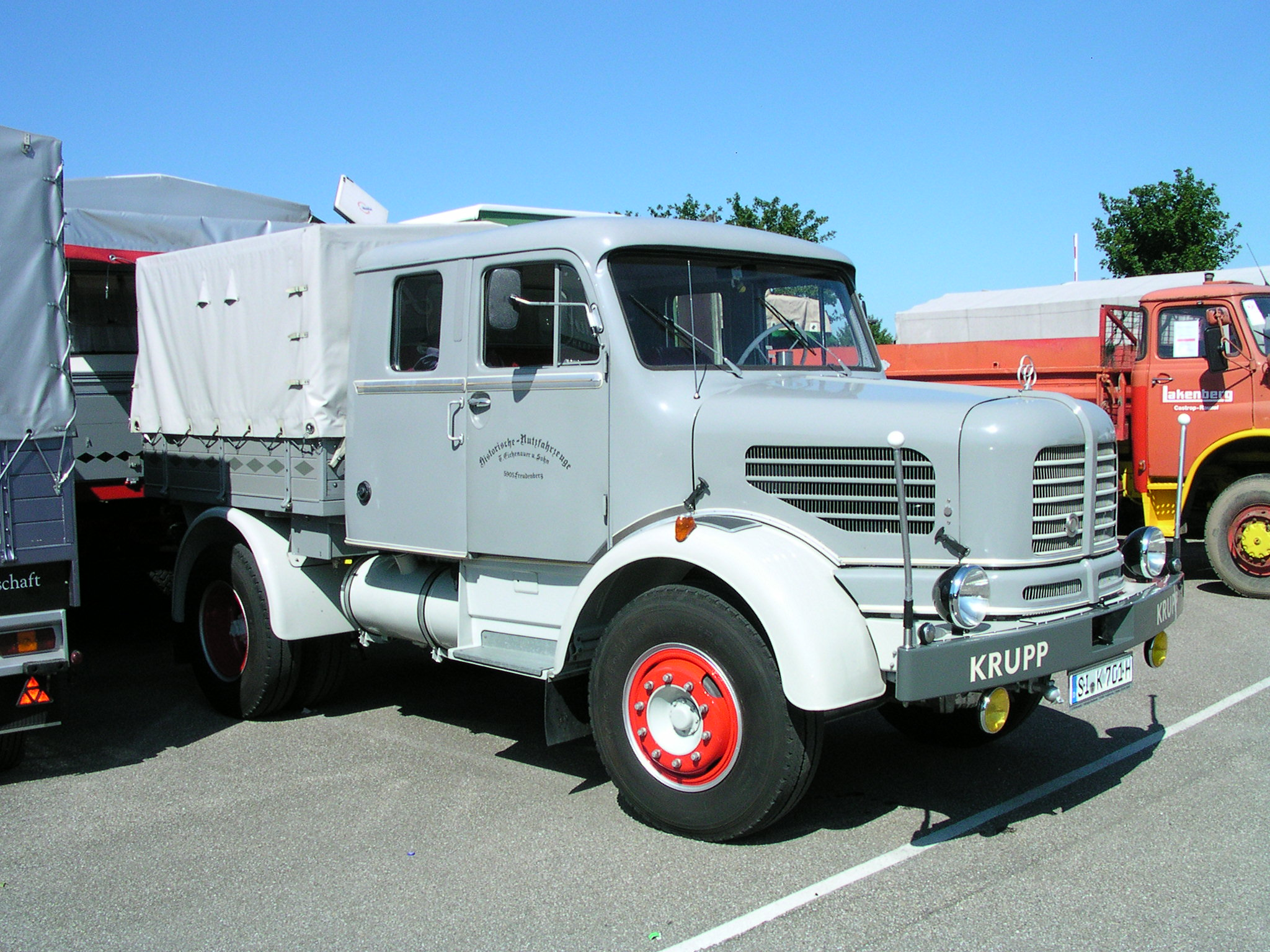
K 701 Doppelkabinen-Zugmaschine

1955 wurde das Lkw-Programm von Krupp modernisiert. Die Motorhauben der Fahrzeuge waren nun flacher und eckiger. Der Nachfolger des Titan bekam den Namen Tiger und war ebenfalls mit einem Zweitakt-Dieselmotor ausgestattet. Das Aggregat im Tiger leistete 185 PS. Auch der Mustang und der Büffel wurden überarbeitet, behielten aber ihre Namen. Neu kam ein Fünftonner vom Typ Widder hinzu. 1956 löste das Modell Elch den Widder ab. Bis 1959 wurden immer wieder Veränderungen und Verbesserungen an den verschiedenen Modellen vorgenommen, wie etwa durchgehende statt geteilte Frontscheiben. Auch die ersten Frontlenker mit feststehender Kabine kamen auf den Markt.

### Neue Frontlenker und Hauber

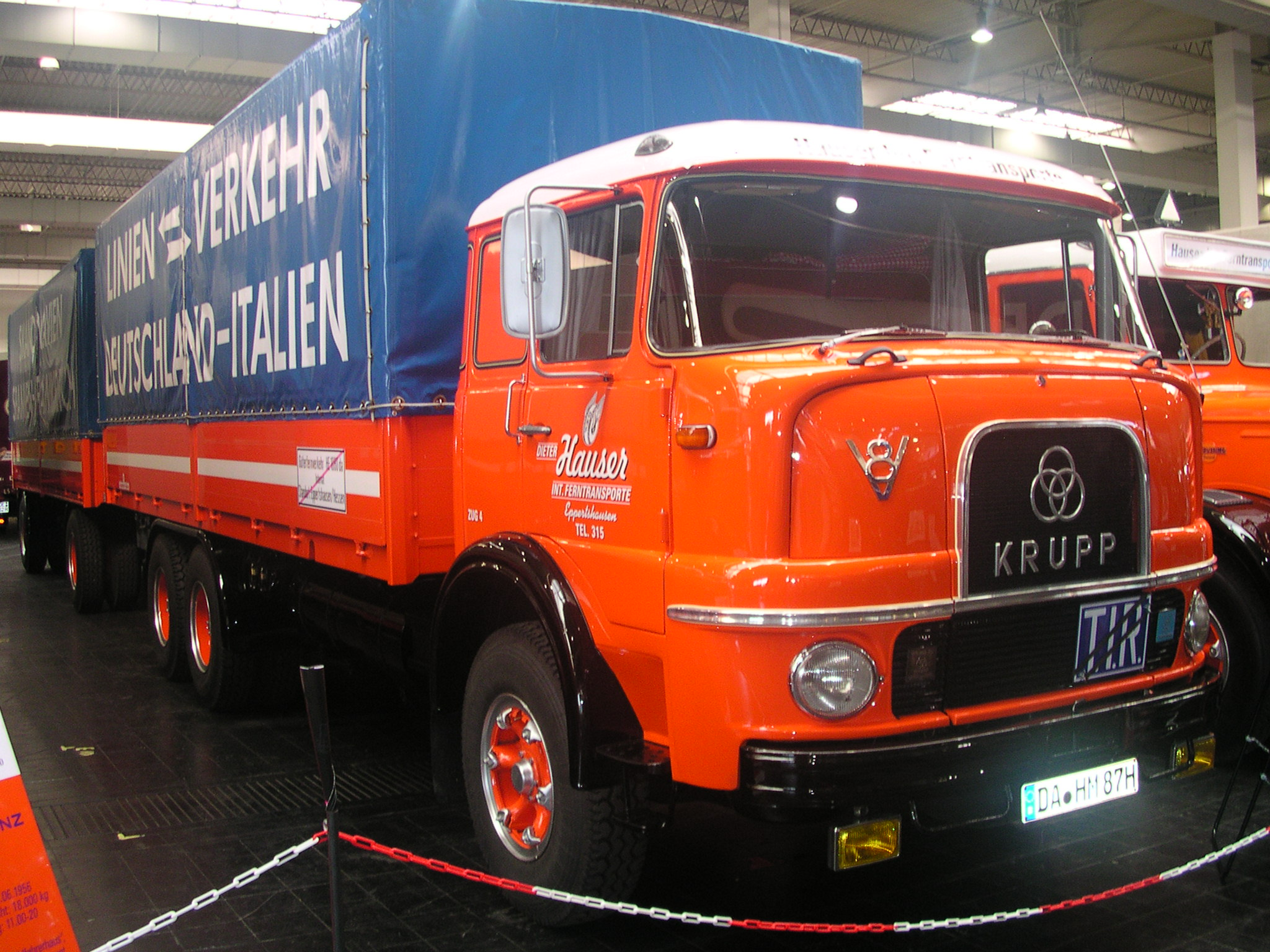
LF 380 Frontlenker
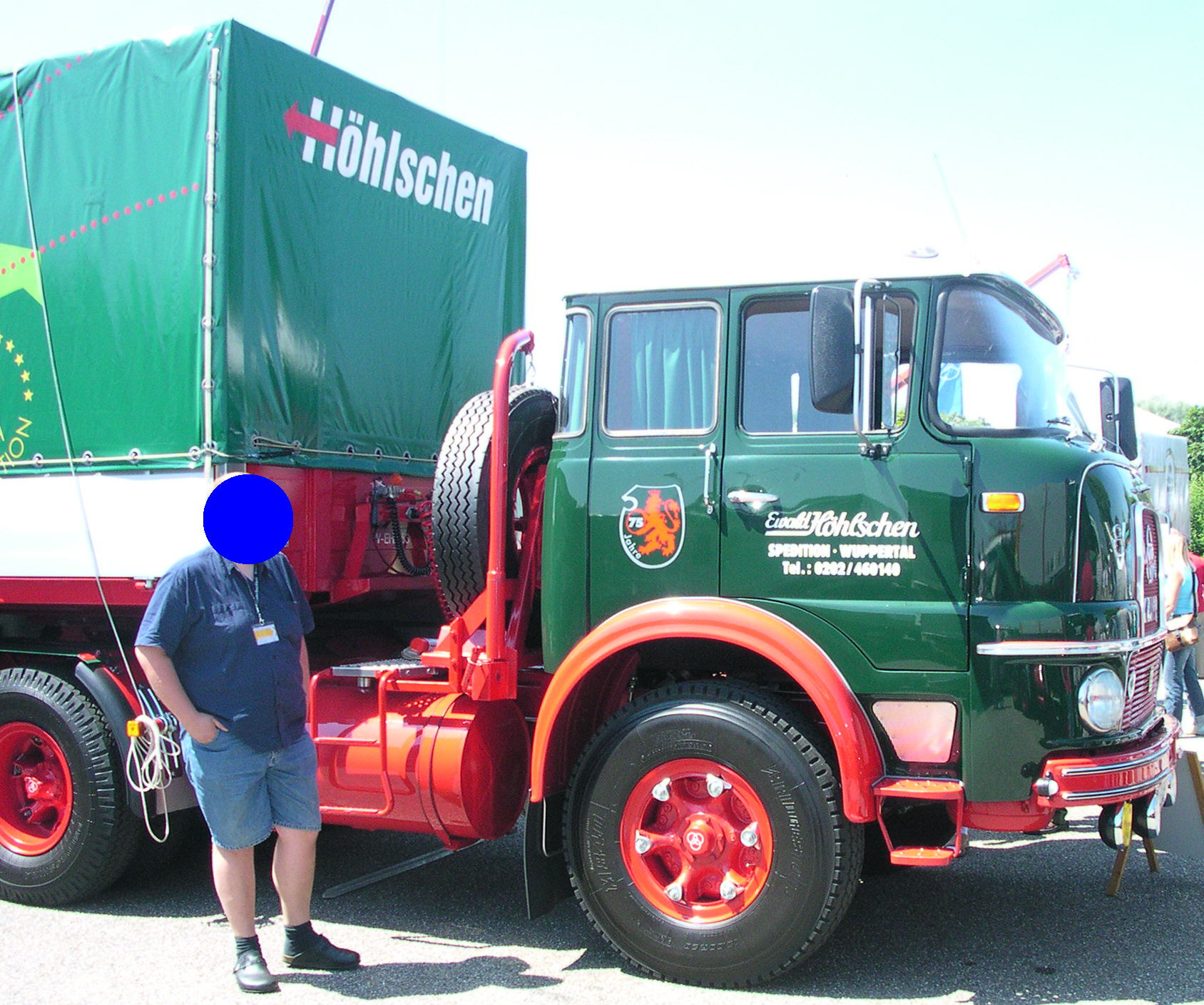
Frontlenker
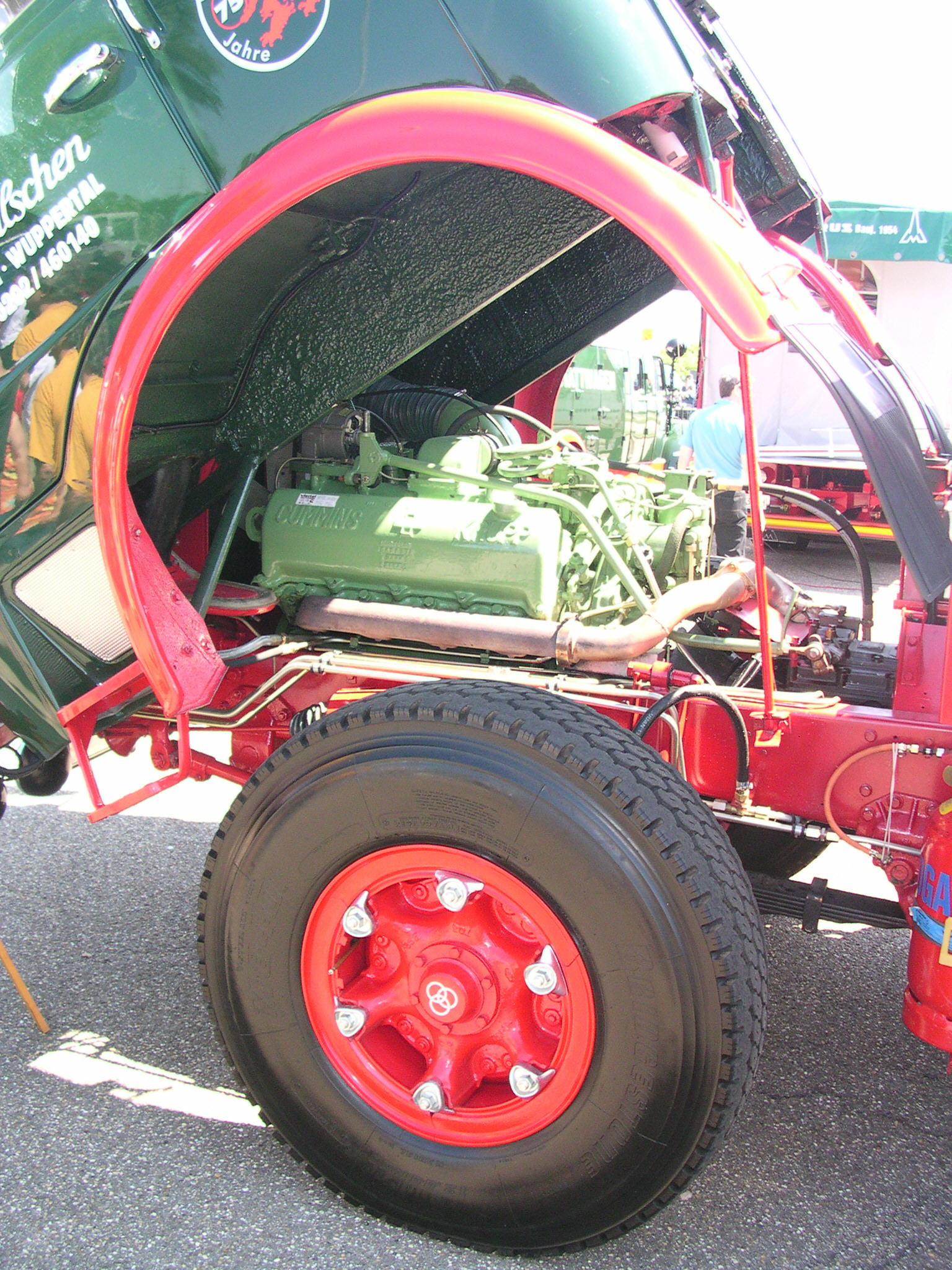
Frontlenker mit gekippter Kabine
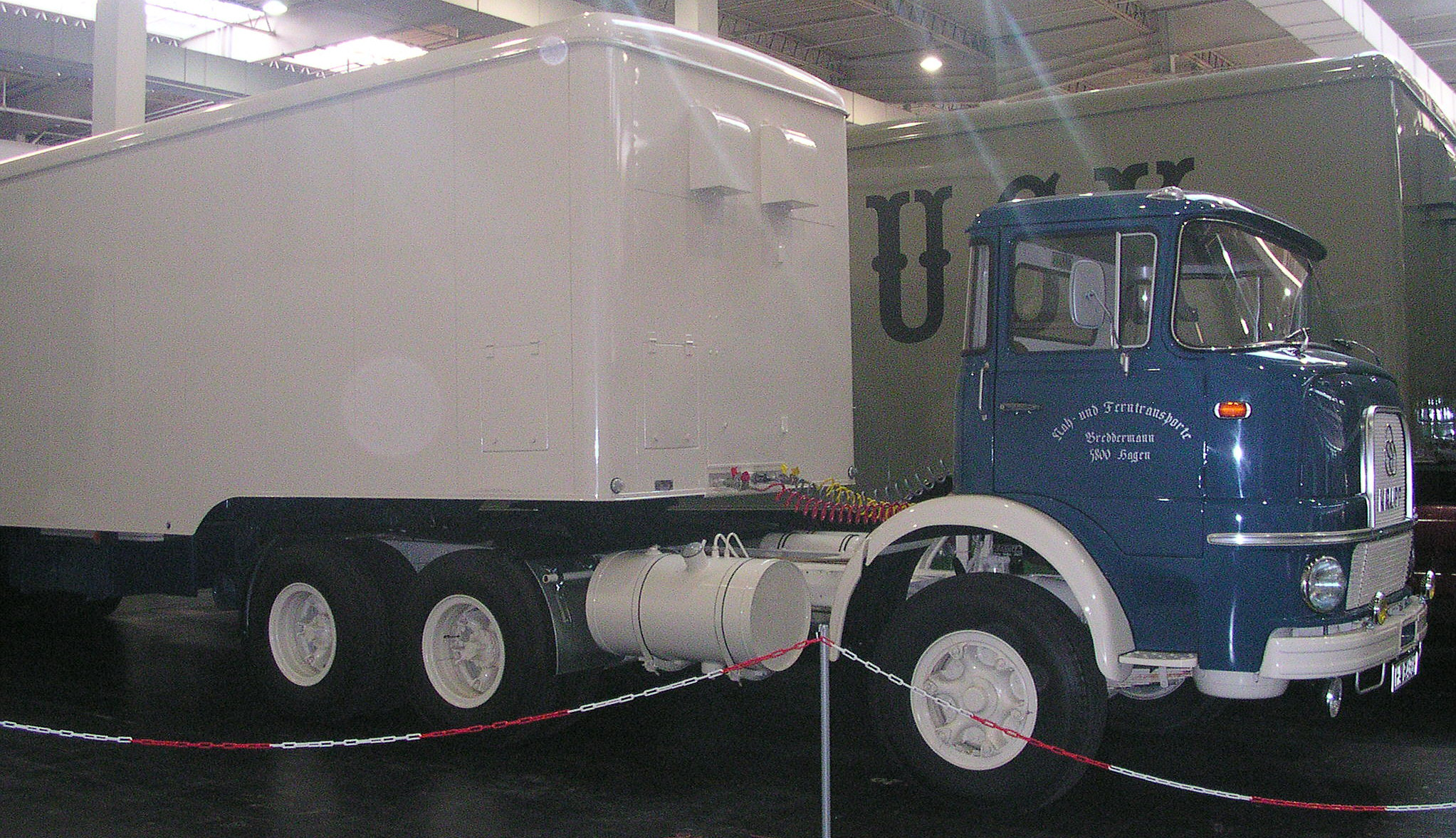
Frontlenker
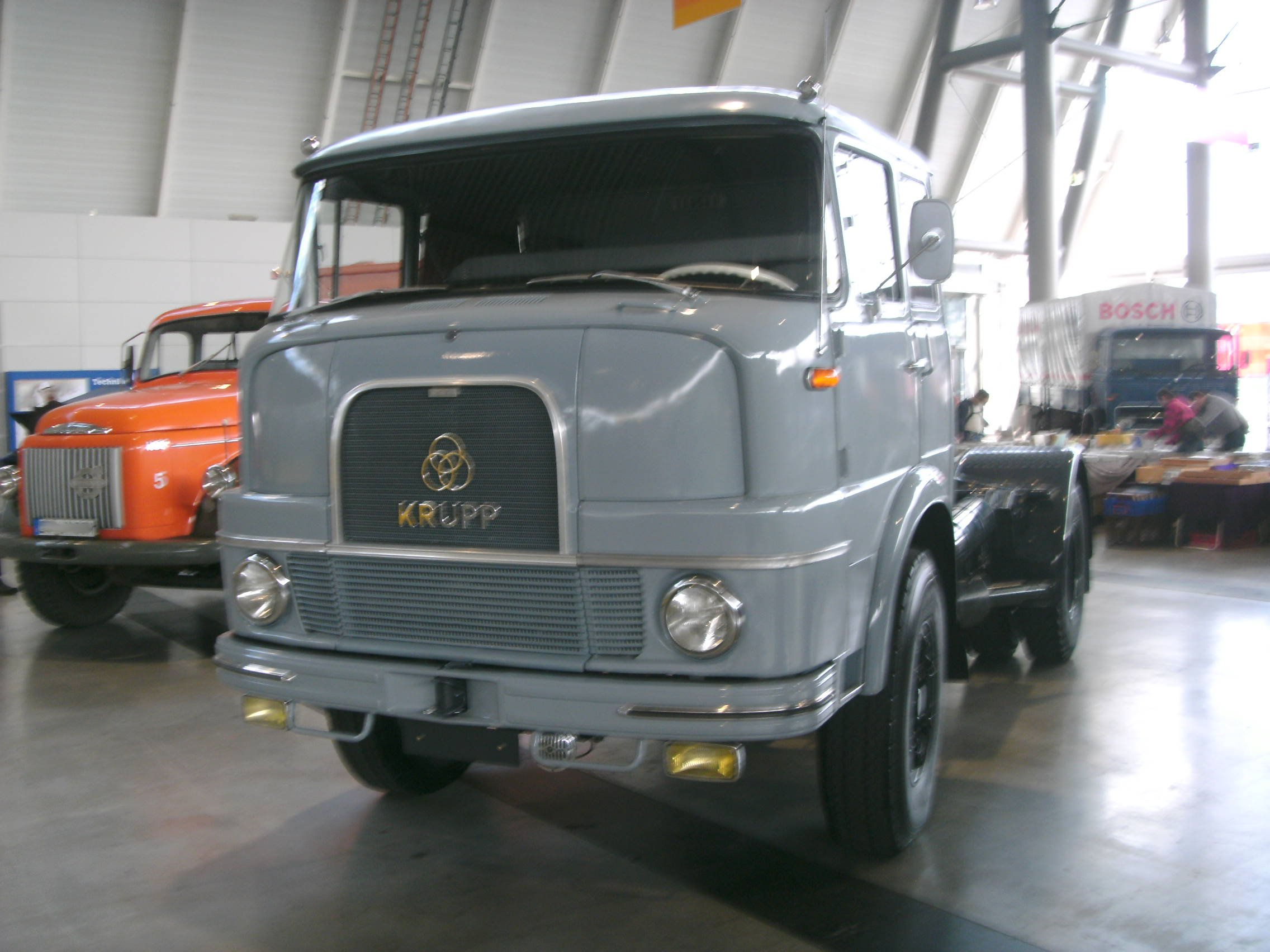
Krupp SF 901 Frontlenker-Sattelzugmaschine
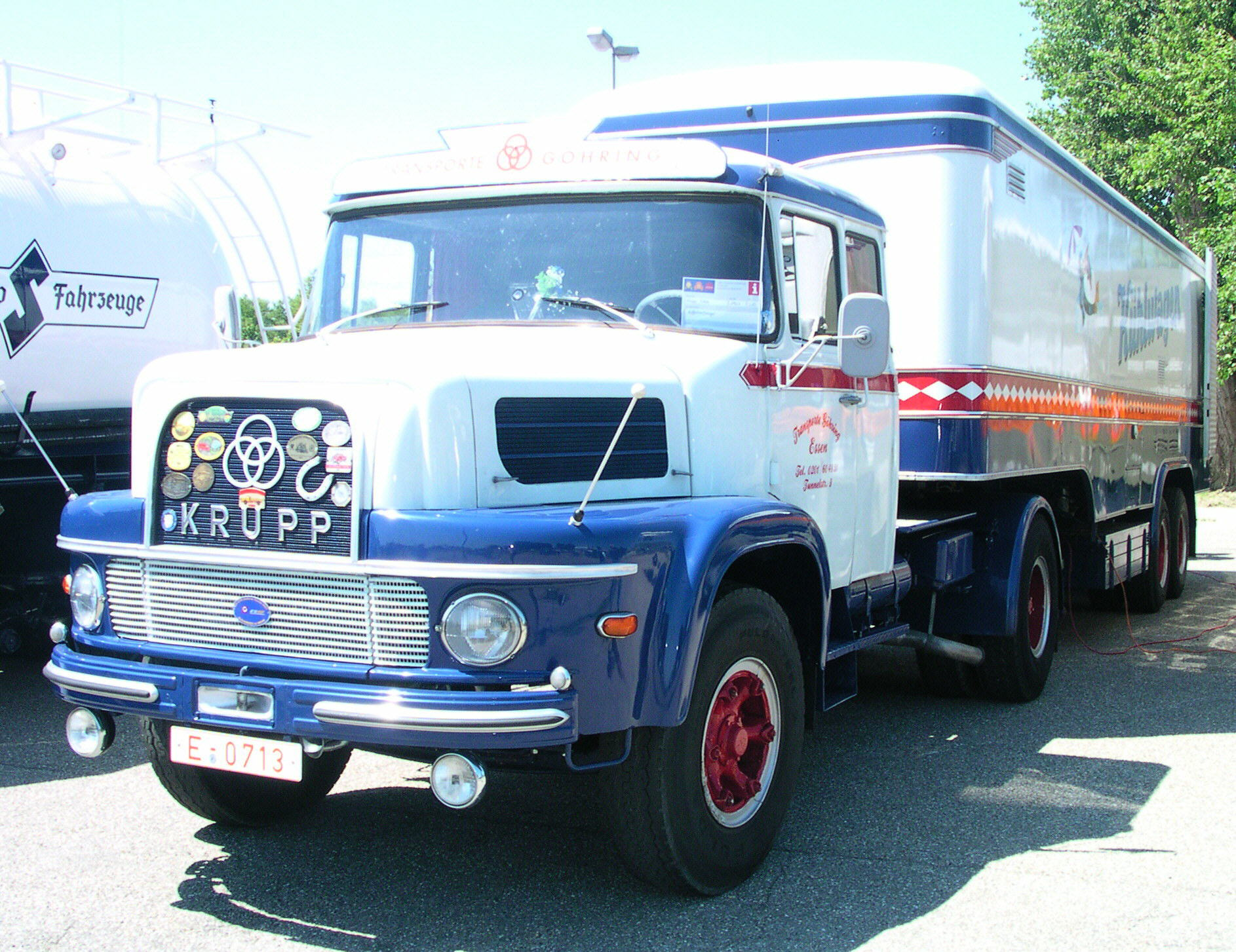
S 806 Hauber
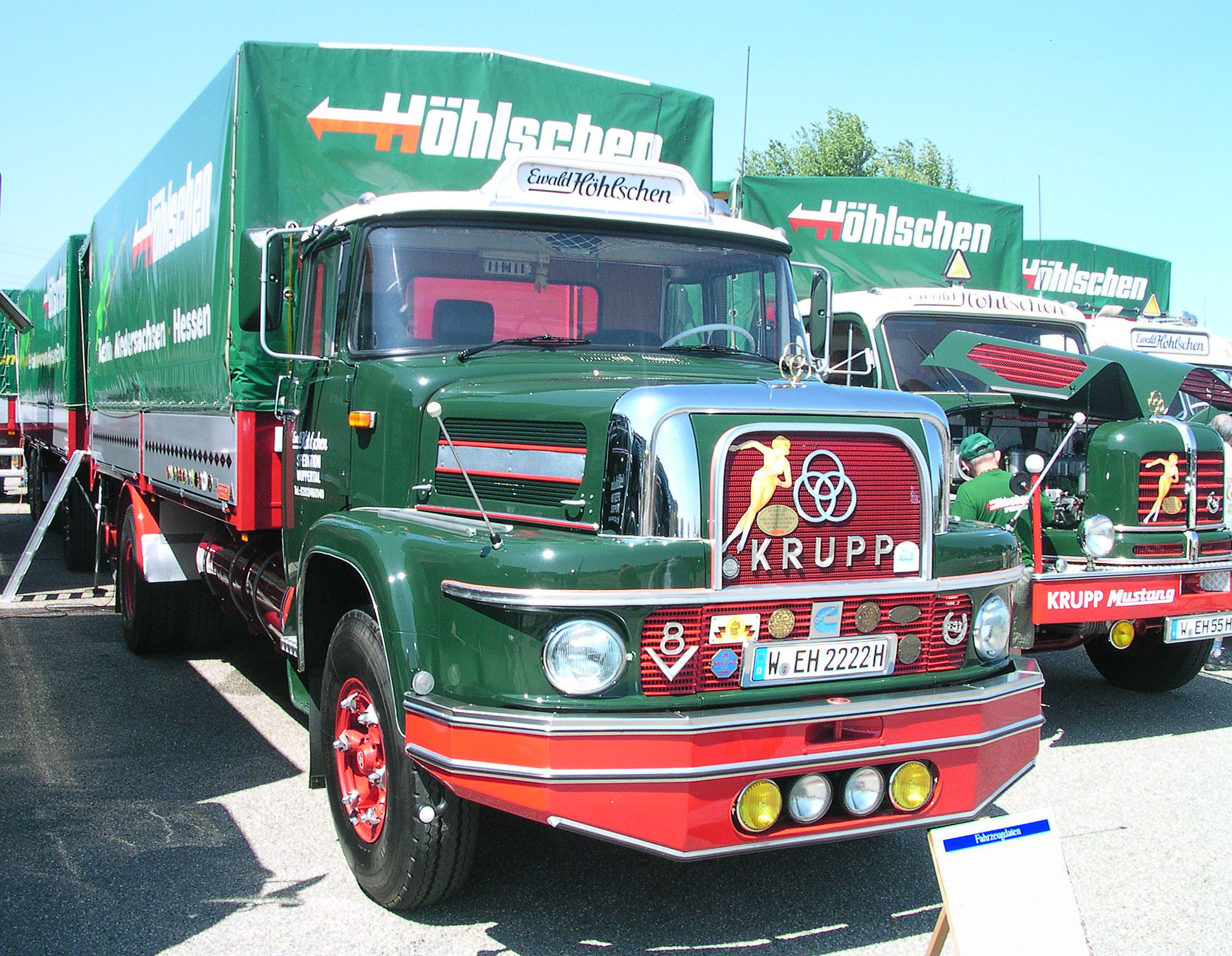
1080 Hauber
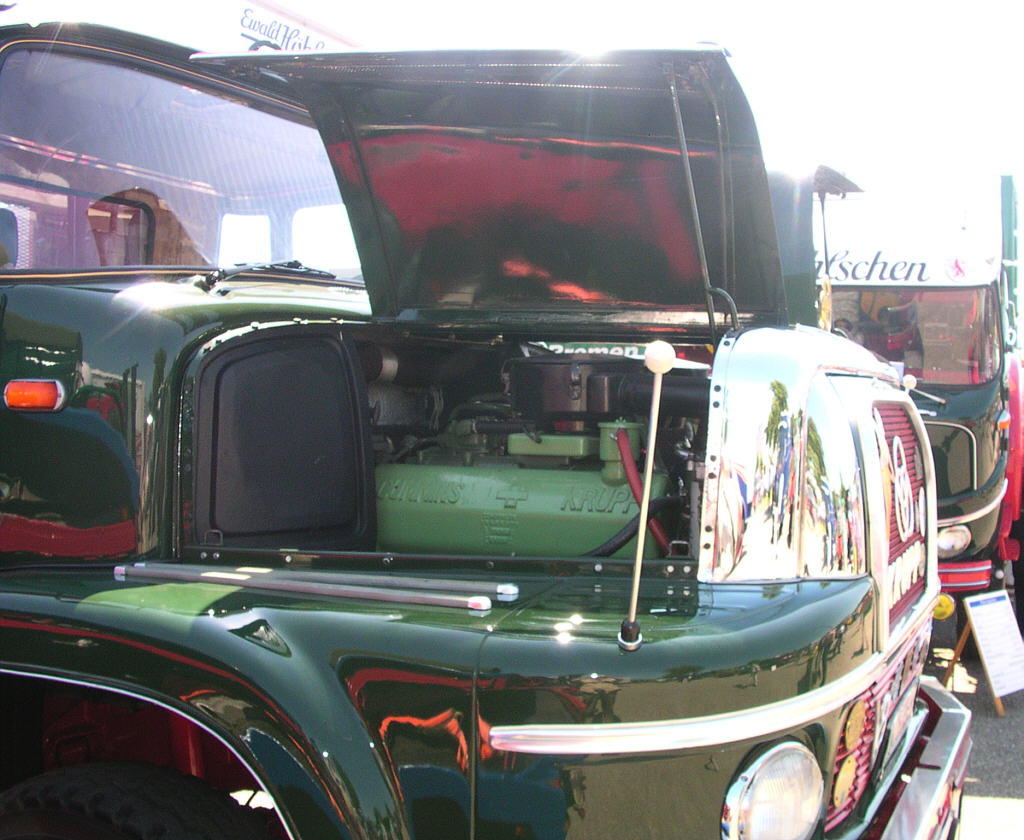
Hauber; Motorraum
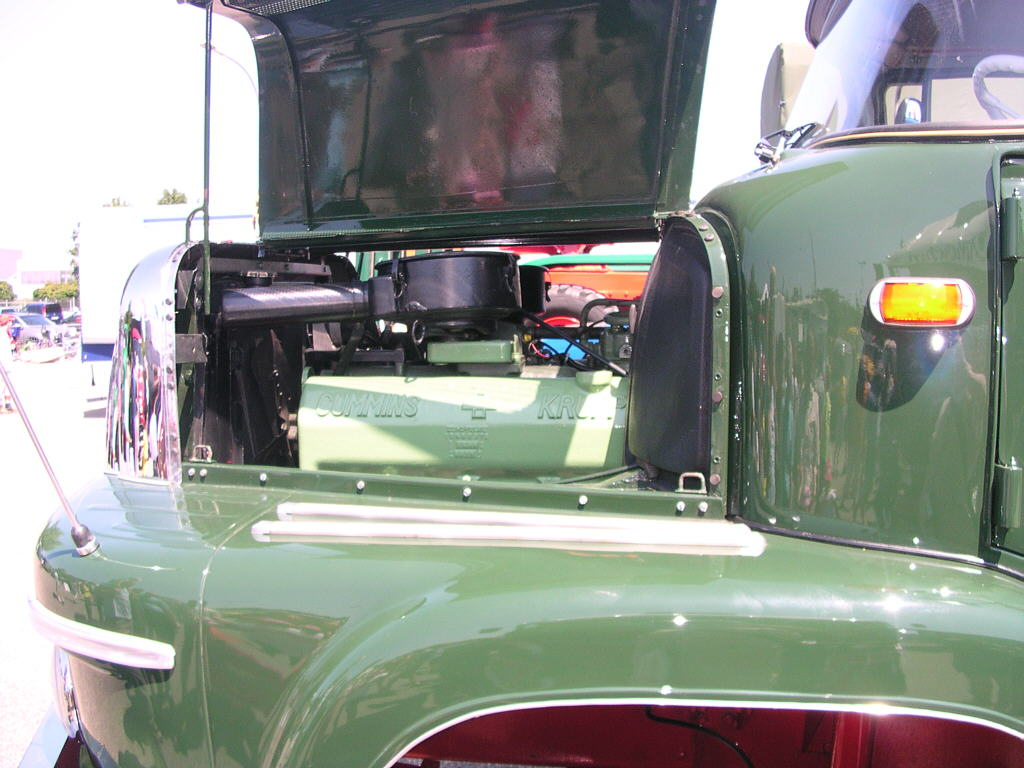
Hauber; Motorraum

1959 brachte Krupp eine neue Generation von Lastkraftwagen auf den Markt, deren Fahrerhäuser sehr modern waren. Die Typbezeichnungen wurden im Rahmen dessen auf dreistellige Nummerncodes umgestellt (z. B. Typ 501). Die neuen Modelle wurden sowohl als Haubenfahrzeuge als auch als Frontlenker angeboten.
1965 war Krupp der erste deutsche Lkw-Hersteller, der seine Frontlenker serienmäßig mit kippbaren Fahrerkabinen ausstattete. Zuvor hatte es zwar schon einen Prototyp mit Kippkabine von Magirus-Deutz gegeben, dieser war allerdings nie in Serie gegangen. Die Kippbarkeit des Fahrerhauses verbesserte die Zugänglichkeit des Motors für Wartungs- und Reparaturarbeiten im Vergleich zur feststehenden Kabine ganz erheblich und entwickelte sich zum Standard.

### Das Ende der Lkw-Produktion
Nachdem die Zweitakt-Dieselmotoren von Krupp am Markt immer schlechter ankamen, entschloss man sich dazu, ab 1963 in Lizenz Viertakt-Dieselmotoren von Cummins zu bauen. Doch auch diese Maßnahme konnte nicht verhindern, dass sich die Krupp-Lastwagen nicht mehr gut genug verkauften. Der Marktanteil von Krupp bei schweren Lastwagen war am Ende auf nur mehr zwei Prozent gefallen, bei den leichteren Fahrzeugen war der Hersteller seit längerem nicht mehr vertreten. Als die Geschäftsleitung Mitte der 1960er Jahre daranging, die Strukturen des Krupp-Konzerns zu durchforsten, kam daher auch das Ende für die traditionsreiche Krupp Krawa: 1968 und damit nur ein Jahr vor dem 50. Jubiläum des Lkw-Baus von Krupp stellte man die Lkw-Produktion ersatzlos ein, die Vertriebsorganisation wurde von Daimler-Benz übernommen. Die deutsche Nutzfahrzeugbranche verlor damit einen interessanten Anbieter, dem bald mit den ebenso etablierten Marken Büssing und Henschel weitere folgen sollten. Nachfolgemodelle für die schweren Frontlenker waren bereits fertig entwickelt, kamen aber aufgrund des mittlerweile starken Defizits der Krupp-Lkw-Sparte und weil auch eine Besserung der Verkaufszahlen nicht zu erwarten war nicht mehr auf den Markt.
Noch bis Mitte der 1980er Jahre waren alle wichtigen Verschleiß- und Ersatzteile lieferbar. Krupp hatte zusammen mit Cummins vorgesorgt und unterhielt am früheren Werksstandort an der Helenenstraße in Essen ein gut gefülltes Ersatzteillager, das die Krupp-Lkw-Kunden auch viele Jahre nach dem Produktionsstopp noch mit den benötigten Teilen versorgen konnte.
Die letzten Krupp-Lastwagen verschwanden Anfang bis Mitte der 1980er Jahre aus dem alltäglichen Straßenbild. Bei Sammlern und Oldtimerfans sind die Fahrzeuge aus Essen mit den drei Ringen an der Front heute wieder beliebt und häufiger auf einschlägigen Fahrzeugtreffen zu sehen.

## Weitere Produkte und deren Geschichte

### Omnibusse und Oberleitungsbusse
Sowohl vor als auch nach dem Zweiten Weltkrieg stellte Krupp auch Omnibusse her, die vor allem in Westdeutschland eingesetzt wurden. Die Produktionszahlen kamen jedoch über zweistellige Stückzahlen jährlich nie hinaus. Das beste Produktionsjahr war 1955 mit 64 gebauten Exemplaren. In den Jahren 1960 und 1961 wurden zusammen nur drei Fahrzeuge gebaut. Daher wurde die Produktion 1963, noch vor der Lkw-Herstellung, aufgegeben. Außerdem stellte Krupp in den Jahren 1968 bis 1974 die Fahrgestelle für 80 Oberleitungsbusse des Typs Trolleybus Solingen her. Sie basierten auf serienmäßigen Lkw-Fahrwerken.

### Muldenkipper
Eng an die Lkw-Produktion der 1950er und 1960er Jahre gekoppelt war die Fertigung von Muldenkippern, die in der Regel auch konstruktiv von den Lkw-Modellen abgeleitet waren und bis 1954 ebenfalls den Markennamen „Südwerke“ trugen. Den Anfang machte Krupp 1951 mit dem Cyklob, der 13,5 Tonnen Nutzlast transportieren konnte. 1953 folgte das Modell Gigant. Bei ihm konnte die Nutzlast sogar auf 19 Tonnen gesteigert werden. Eine weitere Baureihe mit 22 Tonnen Nutzlast wurde 1957 eingeführt. Bei allen in dieser Zeit gefertigten Modellen handelte es sich noch um die typischen Hauber. Das Erscheinungsbild änderte es sich erst ab 1963, als neue Muldenkippermodelle mit Frontlenkerbauweise erschienen. Mit Ausnahme des großen Modells mit 30 Tonnen Nutzlast wurden alle anderen Modelle weiterhin mit einem Zweitakt-Dieselmotor ausgestattet.
Mit Einstellung der Lkw-Fertigung im Jahre 1968 wurde auch der Bau der Muldenkipper beendet. Anschließend übernahm der deutsche Muldenkipper-Konkurrent Faun den Verkauf der Restexemplare sowie den Kundendienst und die Ersatzteilversorgung.

### Motorroller

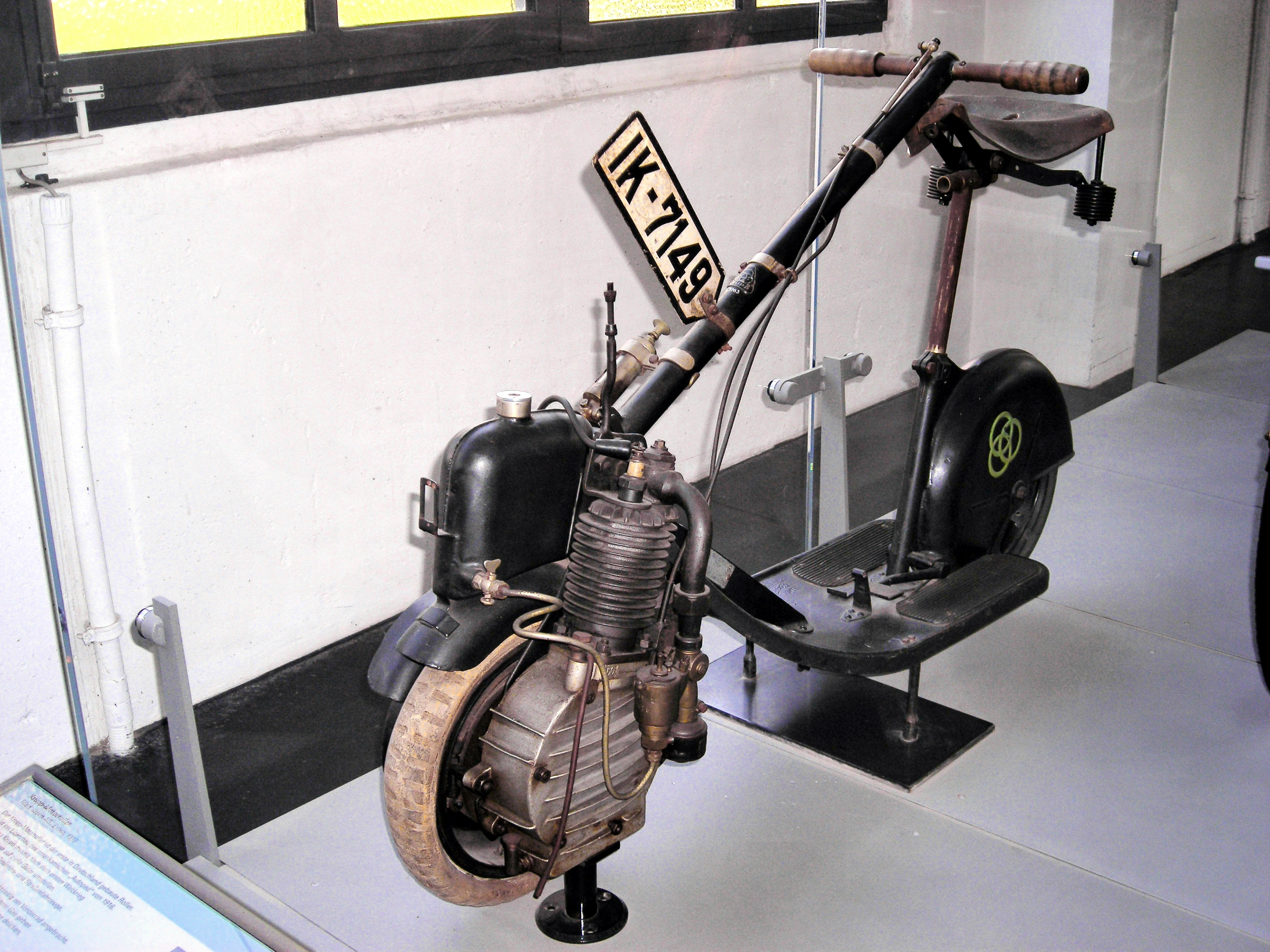
Krupp-Roller

Die „Fried. Krupp A. G., Abteilung Motorbau“ in Essen stellte ab 1919 einen „Motorläufer“ – das ist die damalige Bezeichnung für Motorroller – mit 185-cm³-Einzylinder-Viertaktmotor her, der über der linken Seite des Vorderrades angebracht war. Dieser einsitzige Kleinroller hatte nur 130 cm Gesamtlänge. Vermutlich ist dies der erste Motorroller deutscher Produktion. 1921 kam ein verbessertes Modell mit 198-cm³-Motor heraus. Beide Modelle waren wirtschaftlich nicht erfolgreich; bereits 1922 endete die Produktion.

### Kehrmaschinen

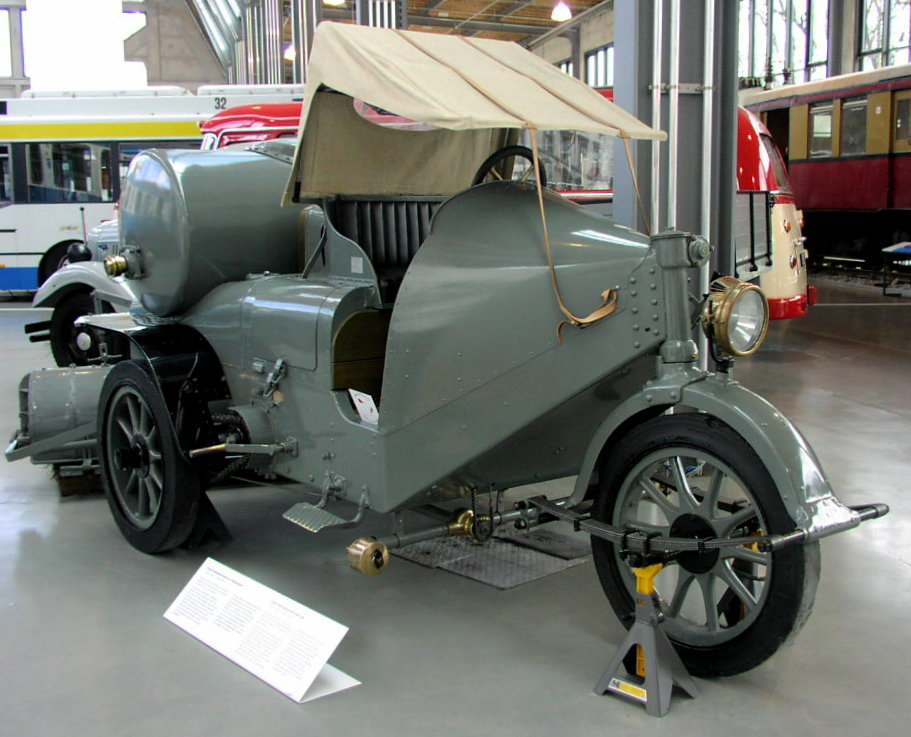
Krupp-Kehrmaschine

In den 1920er Jahren gab es eine Dreirad-Kehrmaschine von Krupp. Die Konstruktion wurde nach dem Zweiten Weltkrieg von Magirus-Deutz modifiziert und unter der Bezeichnung „Mokema“ (Motor-Kehr-Maschine) weitergebaut.